# Palazzo Torrigiani (Via Romana)

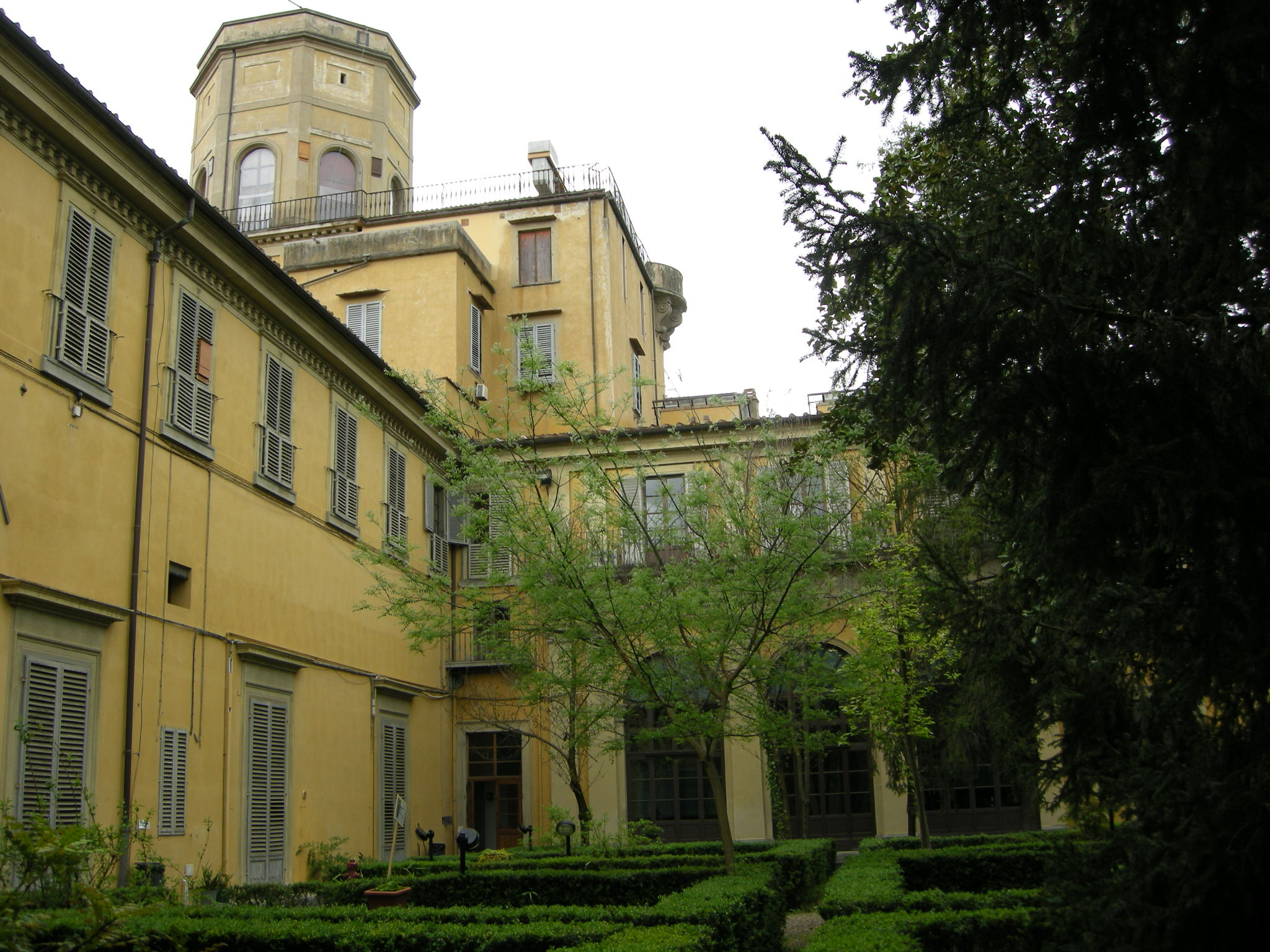
Aspecto parcial do Palazzo Torrigiani visto do jardim.

O Palazzo Torrigiani é um palácio de Florença que se encontra no nº17 da Via Romana. A partir do século XVIII passou a acolher o núcleo central do Museu de História Natural de Florença, mais conhecido como La Specola. No entanto, hoje, depois da separação das colecções, hospeda apenas duas secções distintas, a de zoologia e a de anatomia.

## História

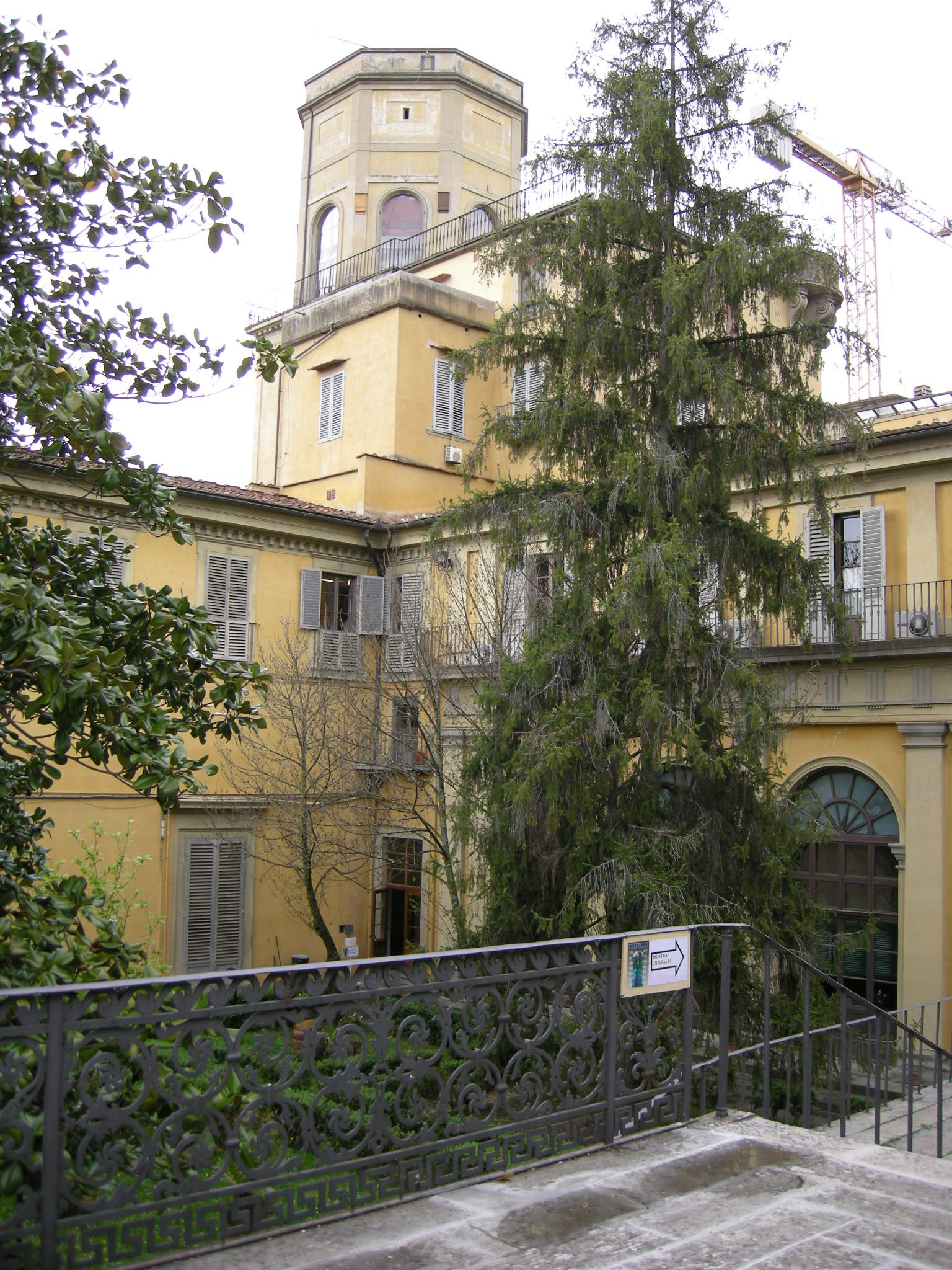
Aspecto do palácio, com La Specola bem visível acima do telhado.

A história do Palazzo Torrigiani, antigo Palazzo Bini, está intimamente ligada ao Museu de História Natural de Florença desde a segunda metade do século XVIII, quando o Grão-duque Pedro Leopoldo de Habsburgo-Lorena constituiu, em 1775, o Imperial Régio Museu de Fisica e História Natural, reunindo no palácio as colecções naturalistas da Accademia del Cimento, antes conservadas na Galleria degli Uffizi. 
Para dirigir o museu, foi convidado o trentino Felice Fontana, professor em Pisa e físico da Corte. Em poucos anos, o museu tornou-se no mais importantes centro italiano de pesquisa física e naturalista e em sede duma oficima ceroplástica, onde se produziram esplêndidas reproduções anatómicas em cera, das quais foram expedidas cópias para a Áustria e França.
O nome La Specola advém dum observatório astrológico construído por iniciativa do Grão-duque Pedro Leopoldo acima do telhado do palácio, entre 1780 e 1789. Era um costume antigo chamar as cúpulas astronómicas de "Specola", do latim specula, que significa "torre de observação". No entanto, mesmo depois do observatório ter sido movido do Palazzo Torrigiani para a colina de Arcetri, o nome "Specola" continuou, e continua ainda, a ser usado para designar o velho palácio onde está instalado o Museu de Física e História Natural.

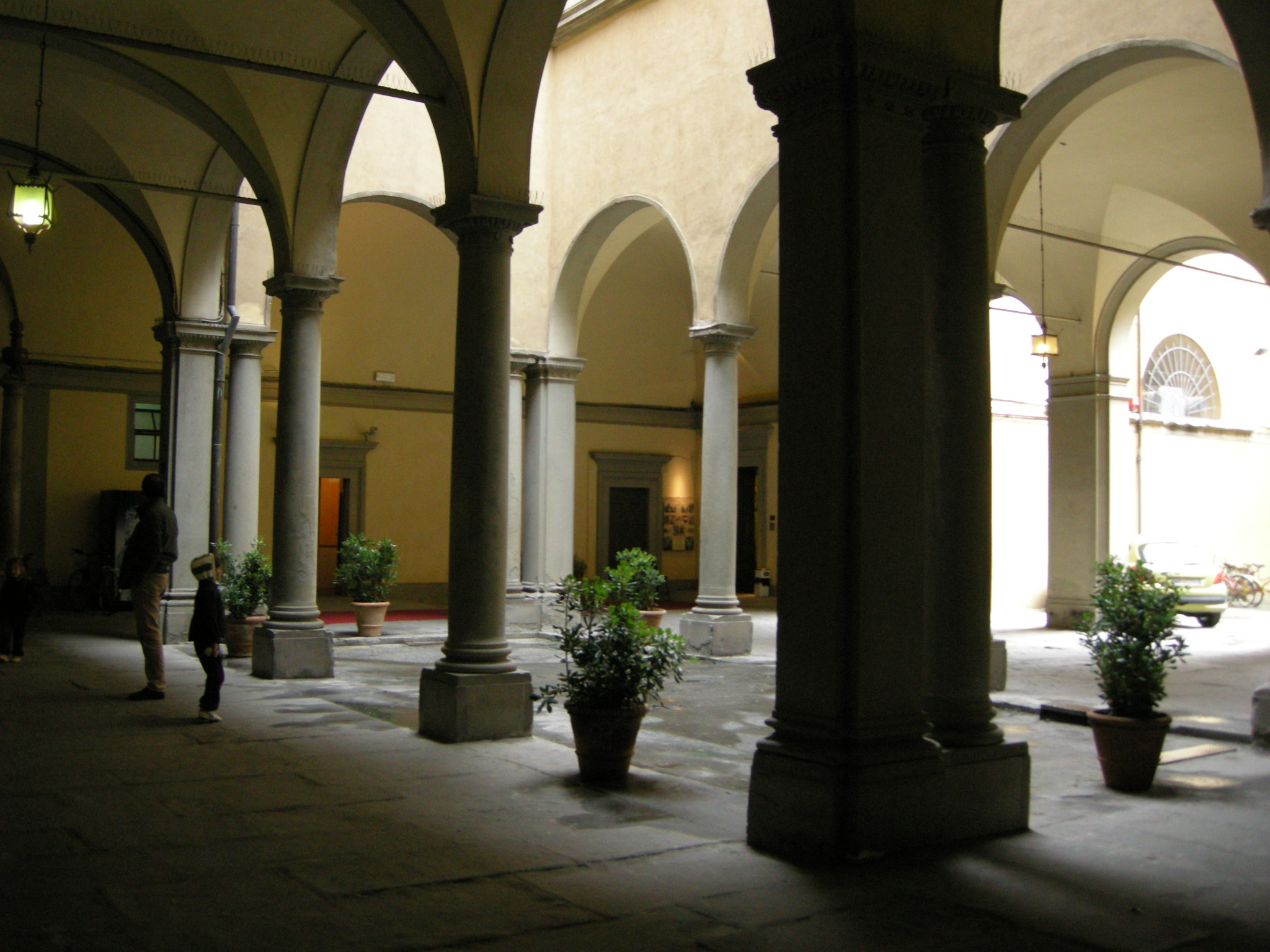
Pátio interno

A intenção do grão-duque era transformar a pequena torre no mais importante observatório astronómico da Toscânia e competir com os grande centros de Greenwich e Paris. No entanto, apesar de ter sido equipado com os mais avançados e dispendiosos instrumentos para a época, a "specola" florentina permaneceu sem um astrónomo permanente até 1807, quando Domenico De Vecchi foi nomeado professor de astronomia do Lyceum e director do observatório. Entre os directores seguintes, contam-se o francês Jean-Louis Pons (1825), Giovanni Battista Amici (1831) e Giovanni Battista Donati.
A torre octogonal do observatório contém, na Sala da Cegonha, um belo relógio-de-sol em mármore, fabricado por um artesão desconhecido, onde aparece inscrita a seguinte frase em latim: "Linea meridiana ducta in observatorio regii musaei scientiarum florentinii Peter Leopold imperante 1784".
Actualmente, depois da separação das colecções do Museu Natural por vários núcleos, o palácio hospeda apenas duas secções: a zoológica, com exemplares de animais conservados sobretudo através de empalhamento; e a anatómica, com modelos de cera que remontam, na sua maioria, ao século XVIII.

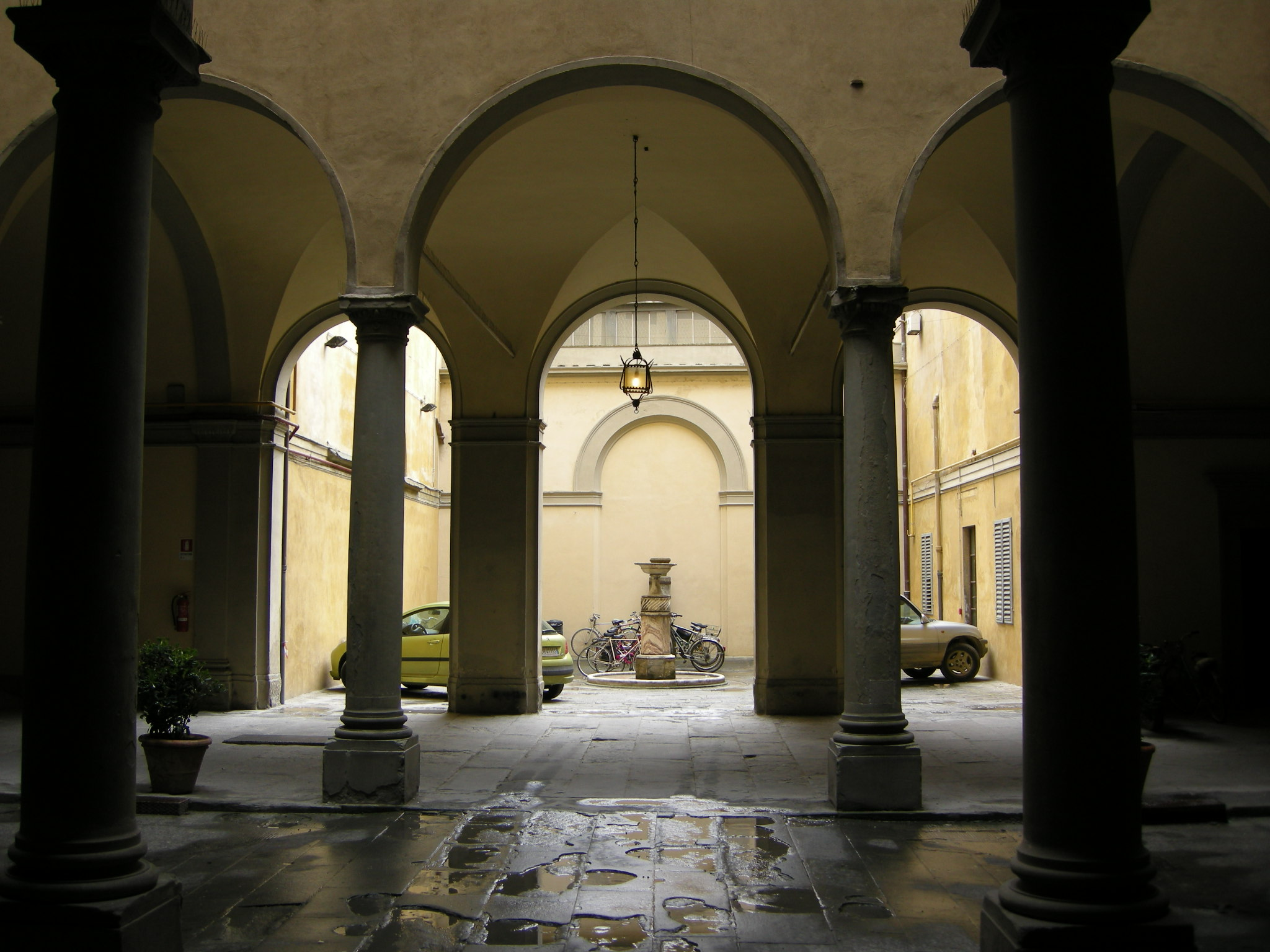
Pátio interno visto das arcadas
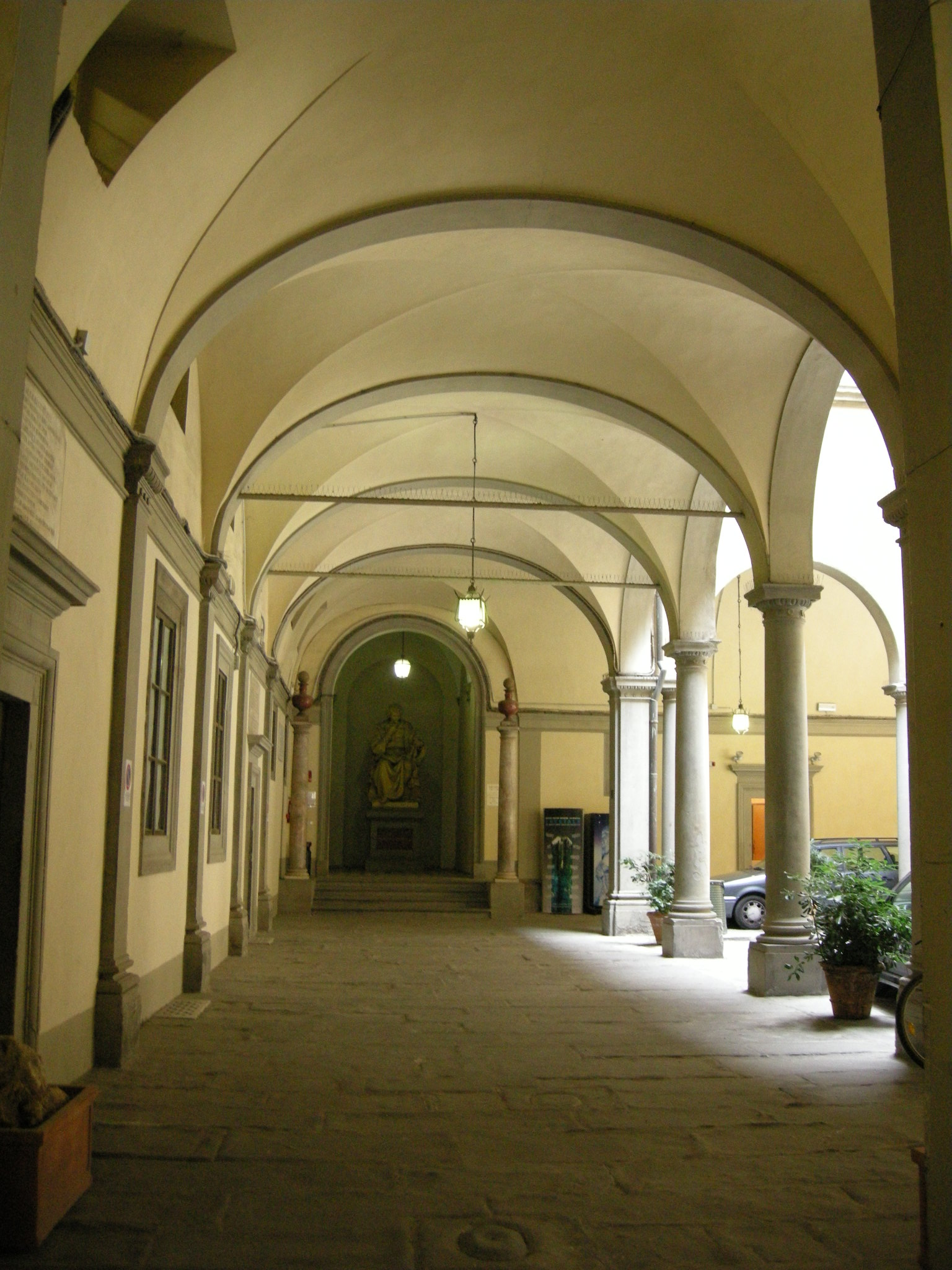
Arcada no pátio
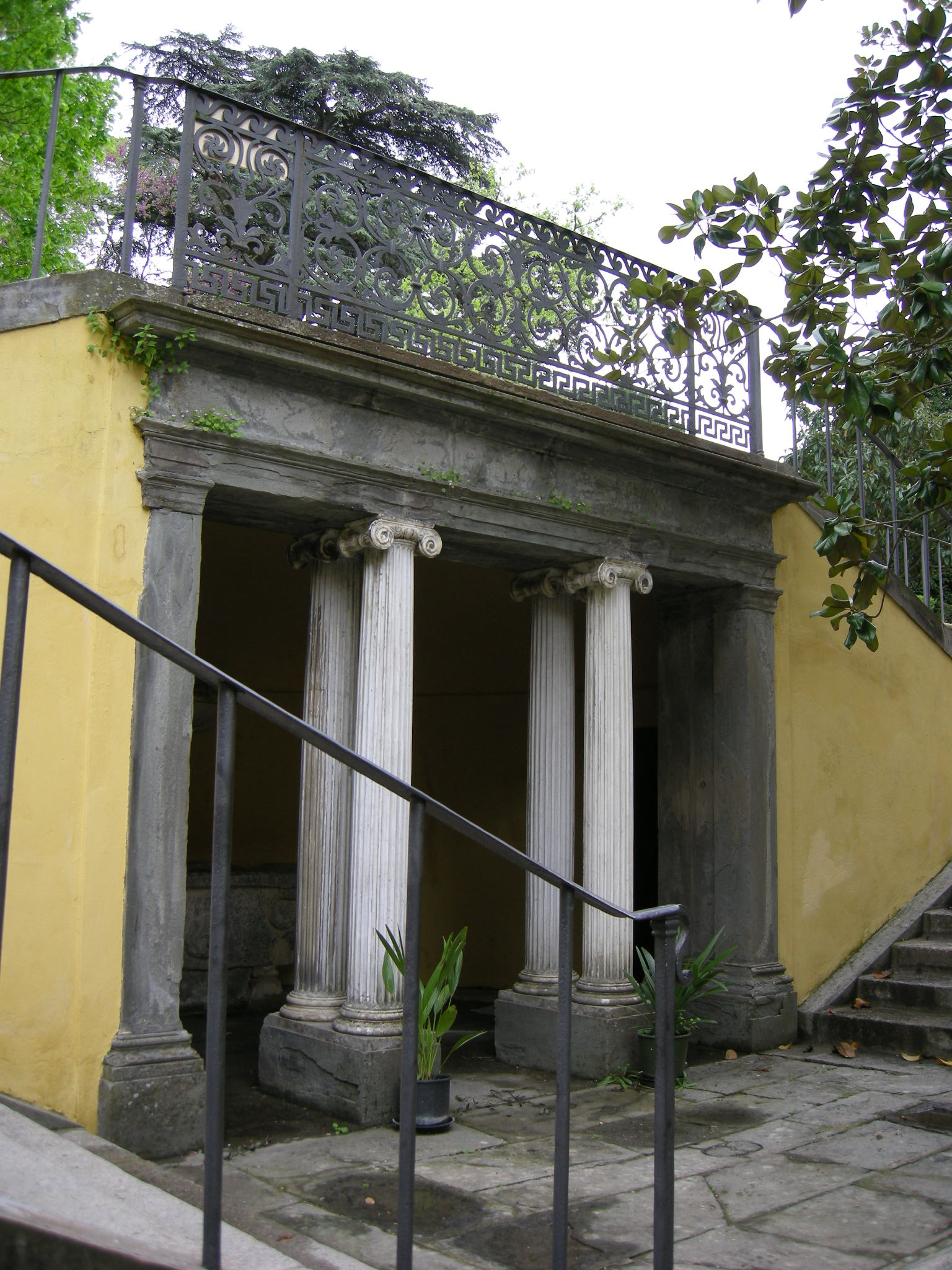
Detalhe do jardim
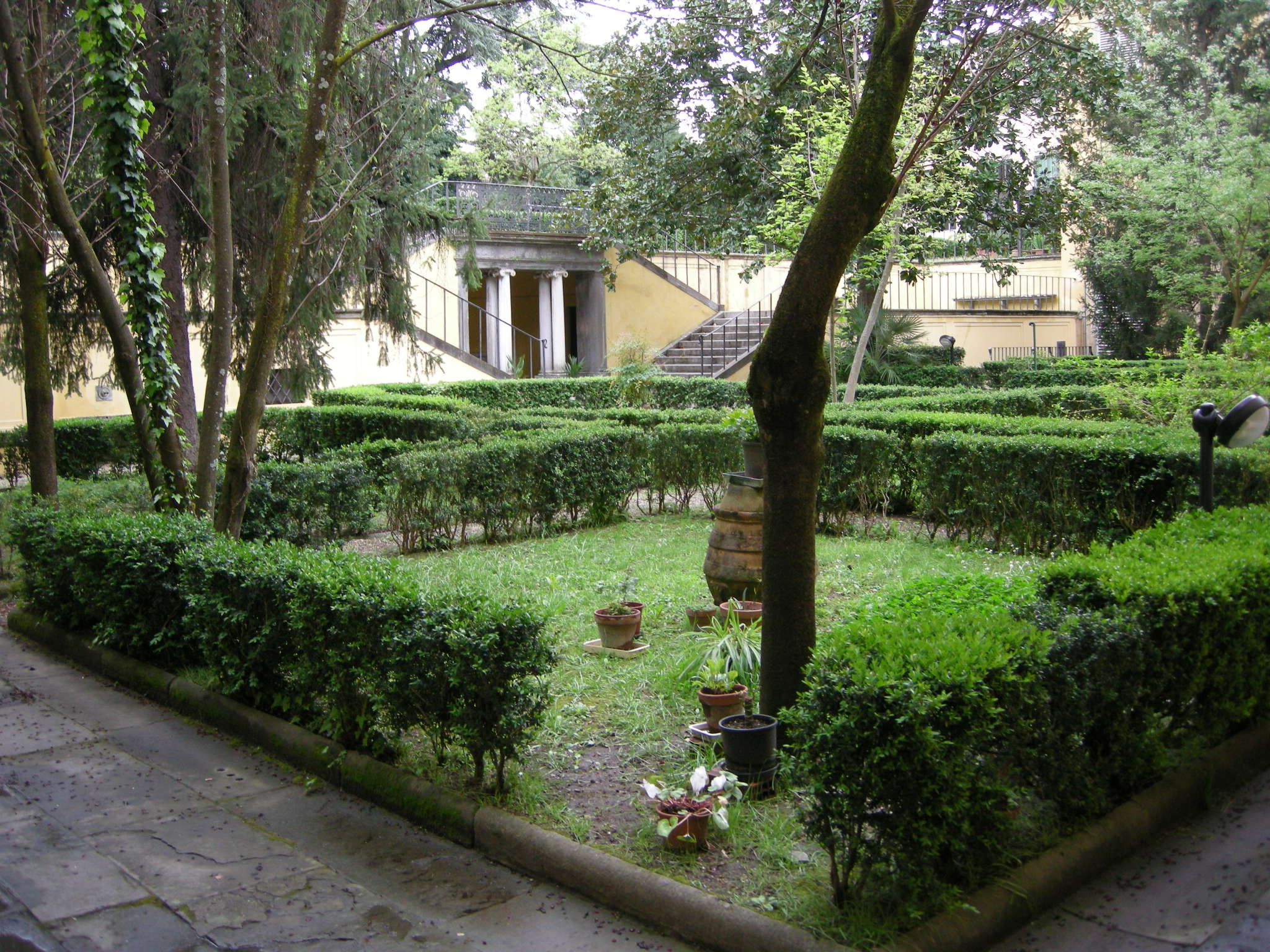
Jardim
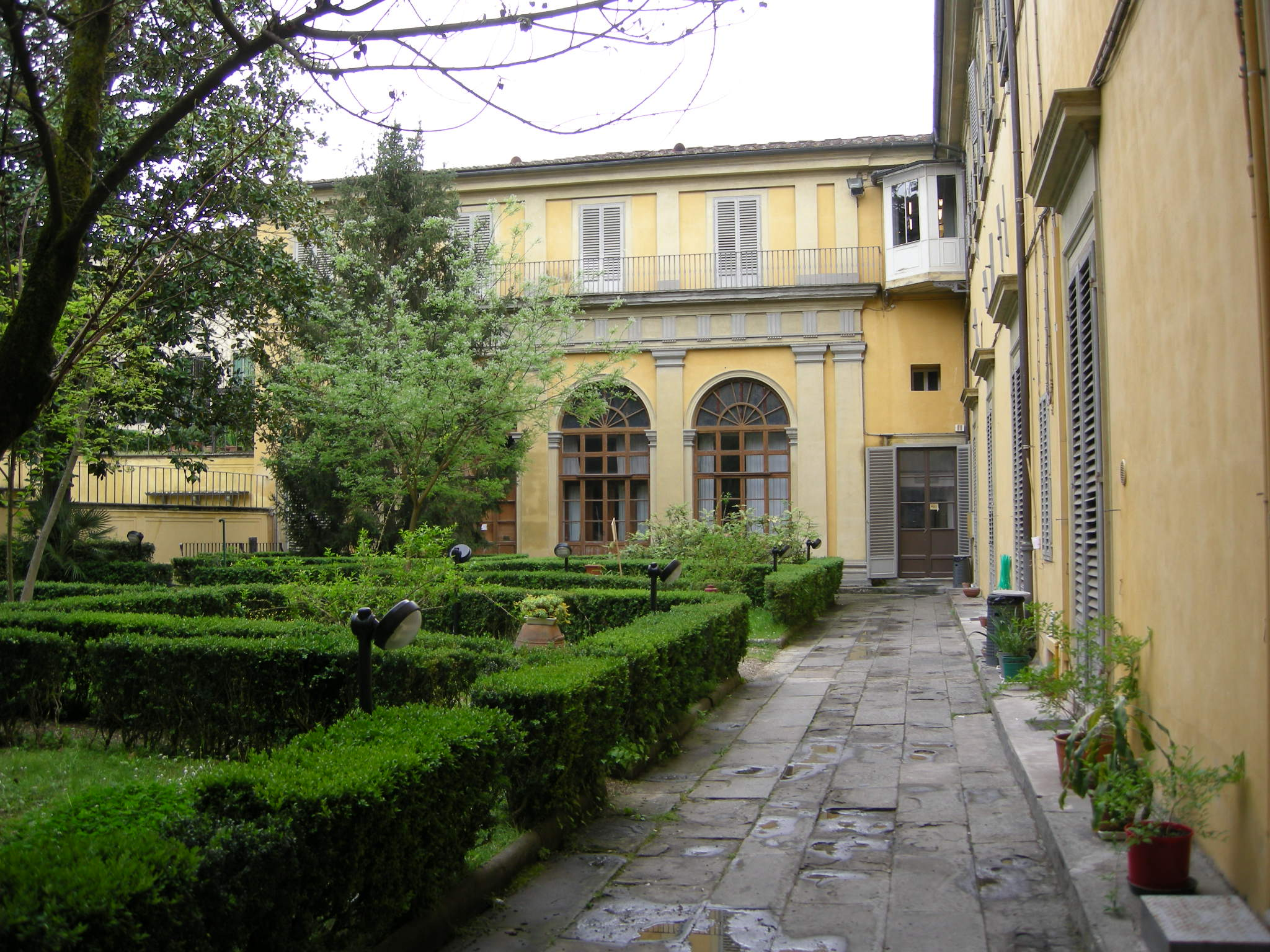
Jardim
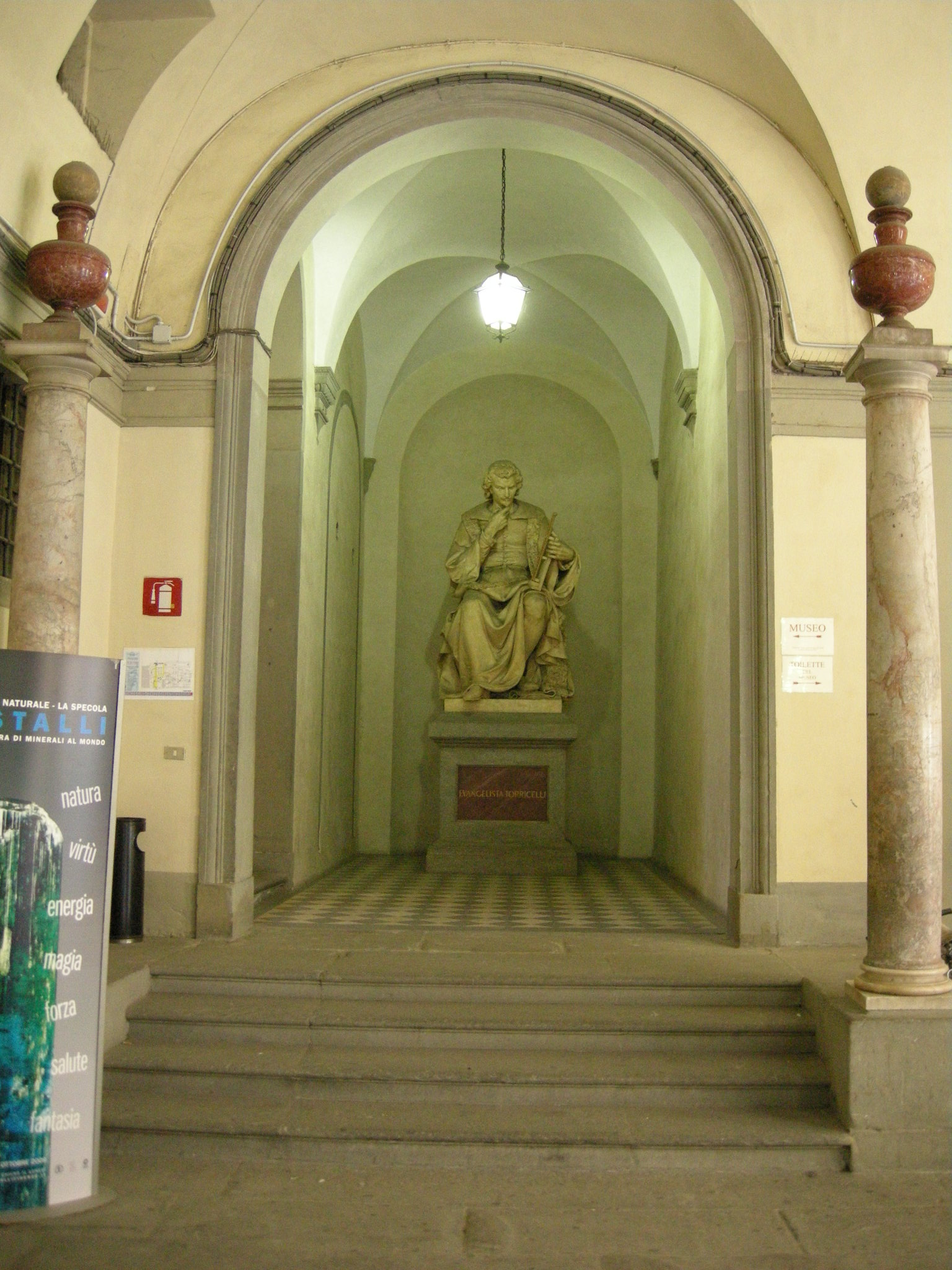
Estátua de Evangelista Torricelli na arcada do pátio

### A Tribuna de Galileu

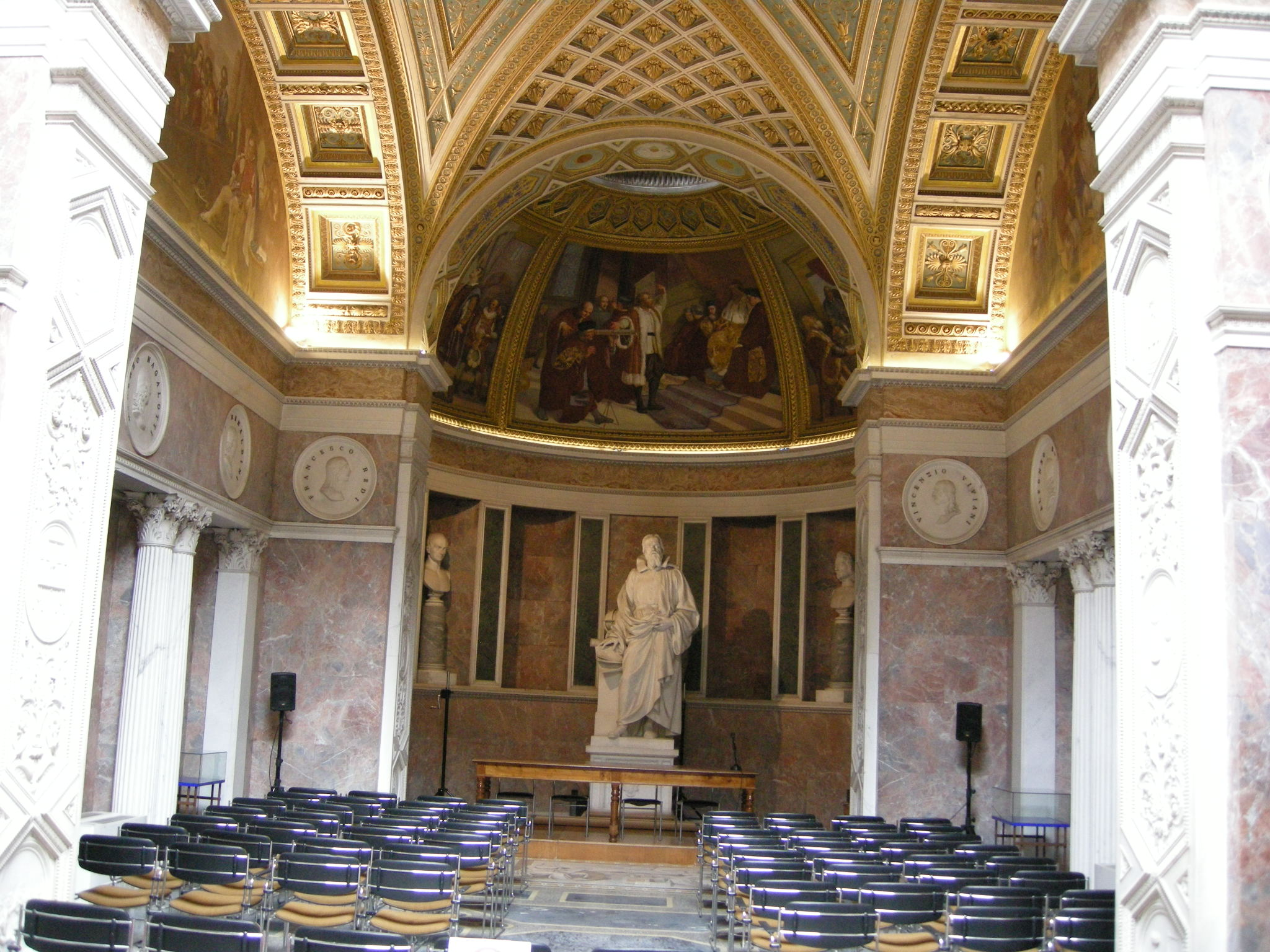
Tribuna de Galileu.

A Tribuna de Galileu é um ambiente monumental  situado no primeiro andar do palácio. Foi inaugurado em 1841 pelo último grão-duque, Leopoldo II da Toscânia, para o III Congresso dos Cientistas Italianos, como recorda a lápide  na luneta da porta de entrada, e é obra do arquitecto Giuseppe Martelli. 
Dedicada ao grande cientista toscano Galileo Galilei, é decorada com uma série, única no seu género, de episódios pioneiros e referências à história da ciência experimental. Vincenzo Antinori, então director do Museu de Física e História Natural, definiu-a como um "Santuário científico". 
Aberta só em ocasiões especiais (como em 2009 por ocasião das celebrações galileianas), é um raro exemplo de estilo tardo-neoclássico na cidade.
A tribuna é uma grande sala que se desenvolve no eixo norte-sul com dois ambientes de base quadrada, um coberto por uma abóbada de aresta, o central, e outro, de entrada, coberto por uma cúpula em vidro e ferro fundido (hoe o vidro está substituido por acrílico), um dos mais antigos exemplos em Florença do uso arquitectónico do ferro e vidro. 
O vão de entrada está separado, através de dois pares de colunas jónicas suportando arquitraves, dos dois espaços laterais, cobertos com abóbadas de berço. 

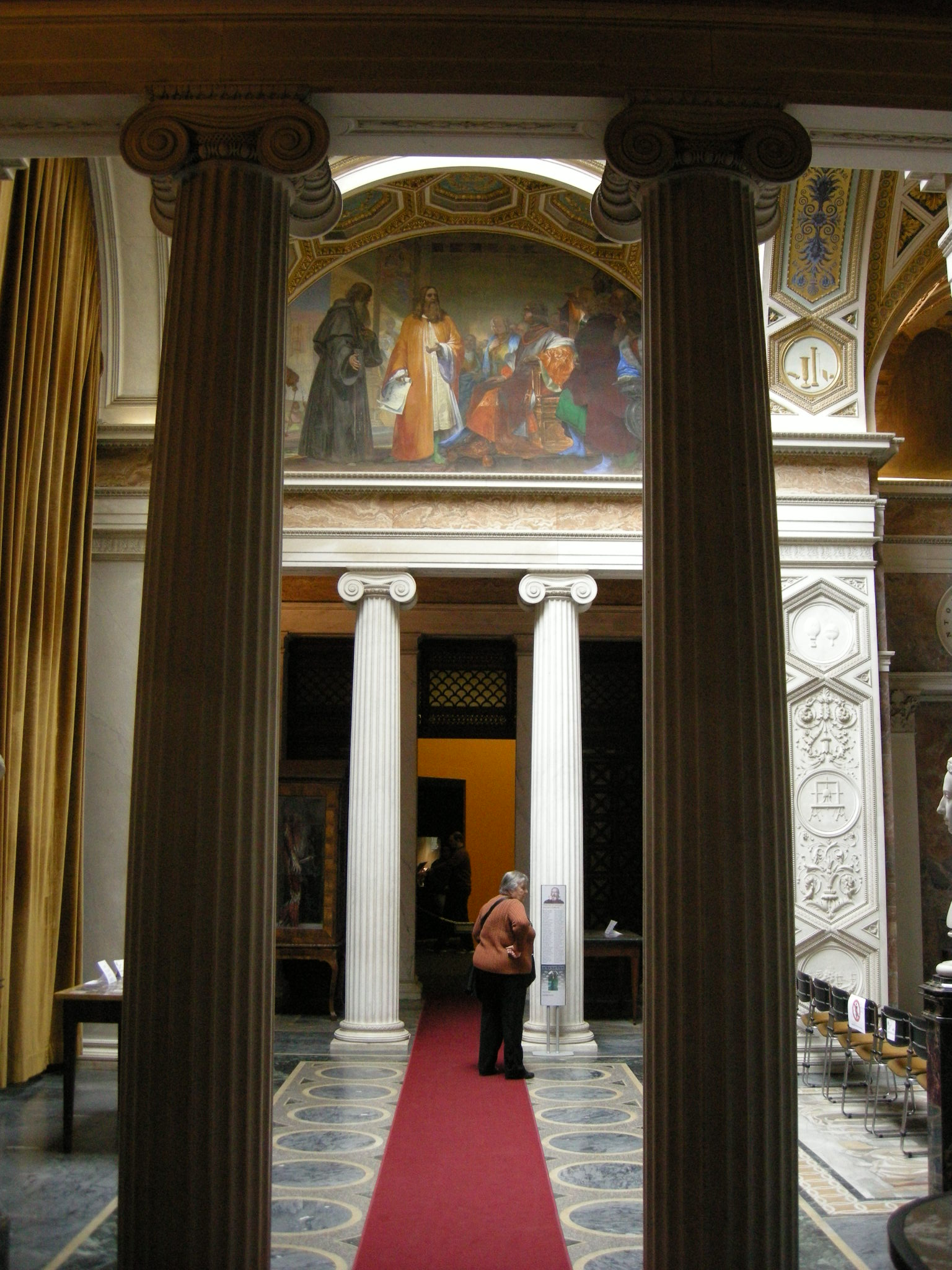
Ambiente de entrada

No vão central abre-se depois, em fechamento perspectivo, a êxedra com semicúpula onde se encontra a estátua de Galileu, de Aristodemo Costoli, circundada por nichos onde se encontram os bustos de famosos alunos de Galieluo: Benedetto Castelli, Bonaventura Cavalieri, Evangelista Torricelli e Vincenzo Viviani. Em tempos, encontravam-se aqui citrines com os instrumentos originais da Accademia del Cimento, hoje expostos no Museu de História da Ciência. 
O aparato iconográfico da Tributa é composto por afrescos, estátuas, baixos relevos e estuques, que reproduzem os instrumentos, as descobertas científicas, os cientistas e os mecenas que as tornaram possíveis.
As quatro lunetas e as três proeminências da semicúpula com afrescos recordam, com uma certa retórica celebrativa típica do século XIX, o desenvolvimento cronólogico da ciência experimental, centrada na figura de Galileu. Esta decoração tem início pela luneta com "Leonardo da Vinci na presença do Duque de Milão Ludovico Sforza", por Nicola Cianfanelli, prosseguindo com "Galileu enquanto demonstra a lei dos corpos em queda", por Giuseppe Bezzuoli, as três proeminências apresentando "Galileu que observa a lâmpada da Catedral de Pisa", "Galileu que apresenta o telescpio ao Senado de Veneza" e "Galileu, agora cego e idoso, que conversa com os discípulos" (todos os três de Luigi Sabatelli); os dois últimos retratam um "Assento experimetal da Accademia del Cimento", por Gaspero Martellini e "Alessandro Volta que mostra a Napoleão a experiência da pilha de Volta, por Gaspero Martellini sobre cartão de Nicola Cianfanelli. 
Todo o tecto é decorado por estuques brancos e dourados, enquanto as paredes têm espelhos em mármore vermelho, intervalados por medalhões com esfinges dos cientistas e por altos relevos marmóreos de instrumentos científicos. Outras figuras alegóricas encontram-se, por fim, nas proeminências da abóbada e nas pendências da cúpula. No vão de entrada encontram-se os quatro bustos em mármore dos protectores dos estudos científicos em Florença: o Cardeal Leopoldo de Médici, Pedro Leopoldo, Fernando III e Leopoldo II da Toscânia. Actualmente, também se encontram aqui três caixões contendo outros tantos modelos anatómicos setecentistas em cera, pelos quais é famoso o Museu da Specola.

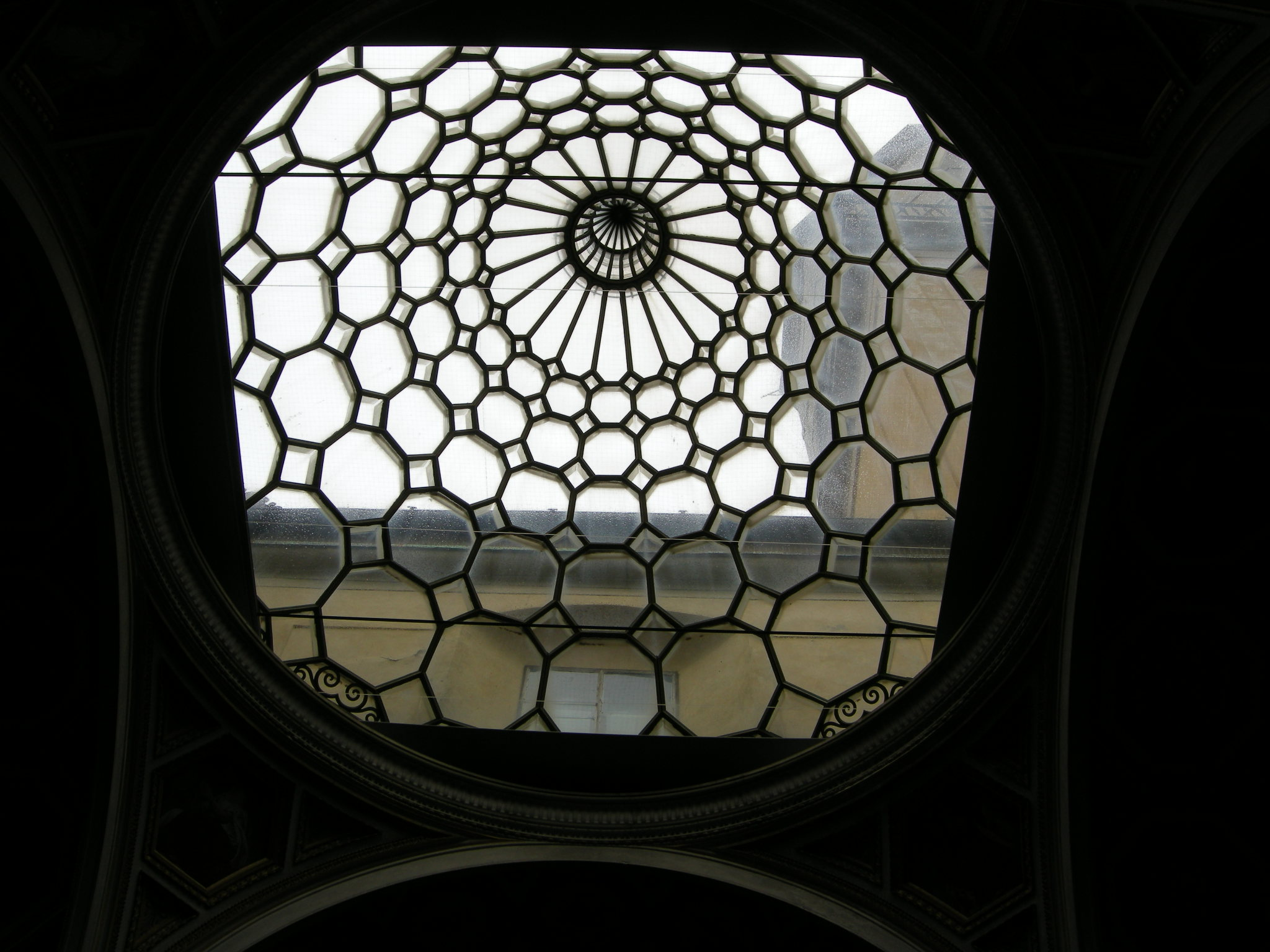
Cúpula de ferro e vidro da Tribuna de Galileu
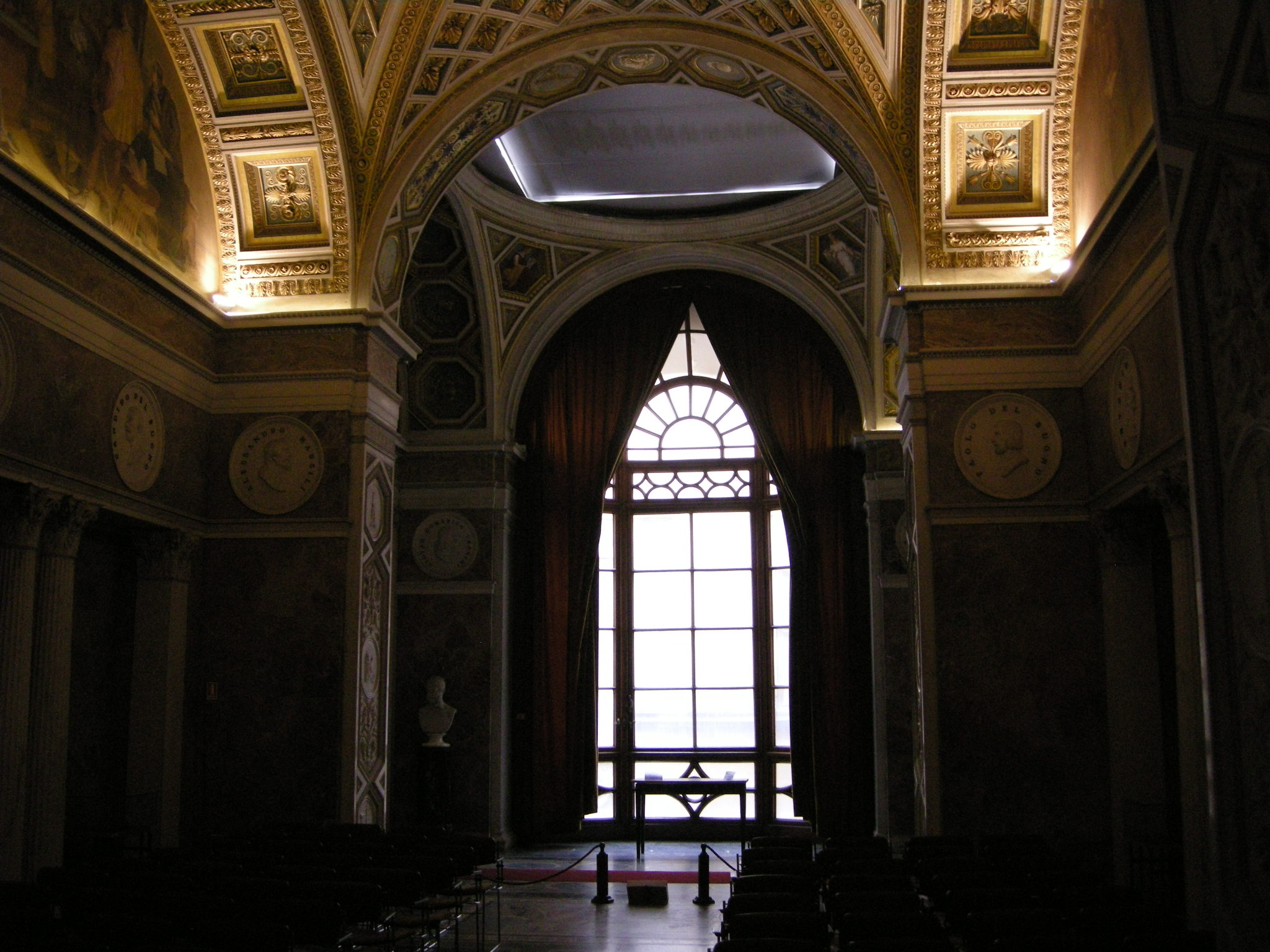
Fundo da Tribuna de Galileu
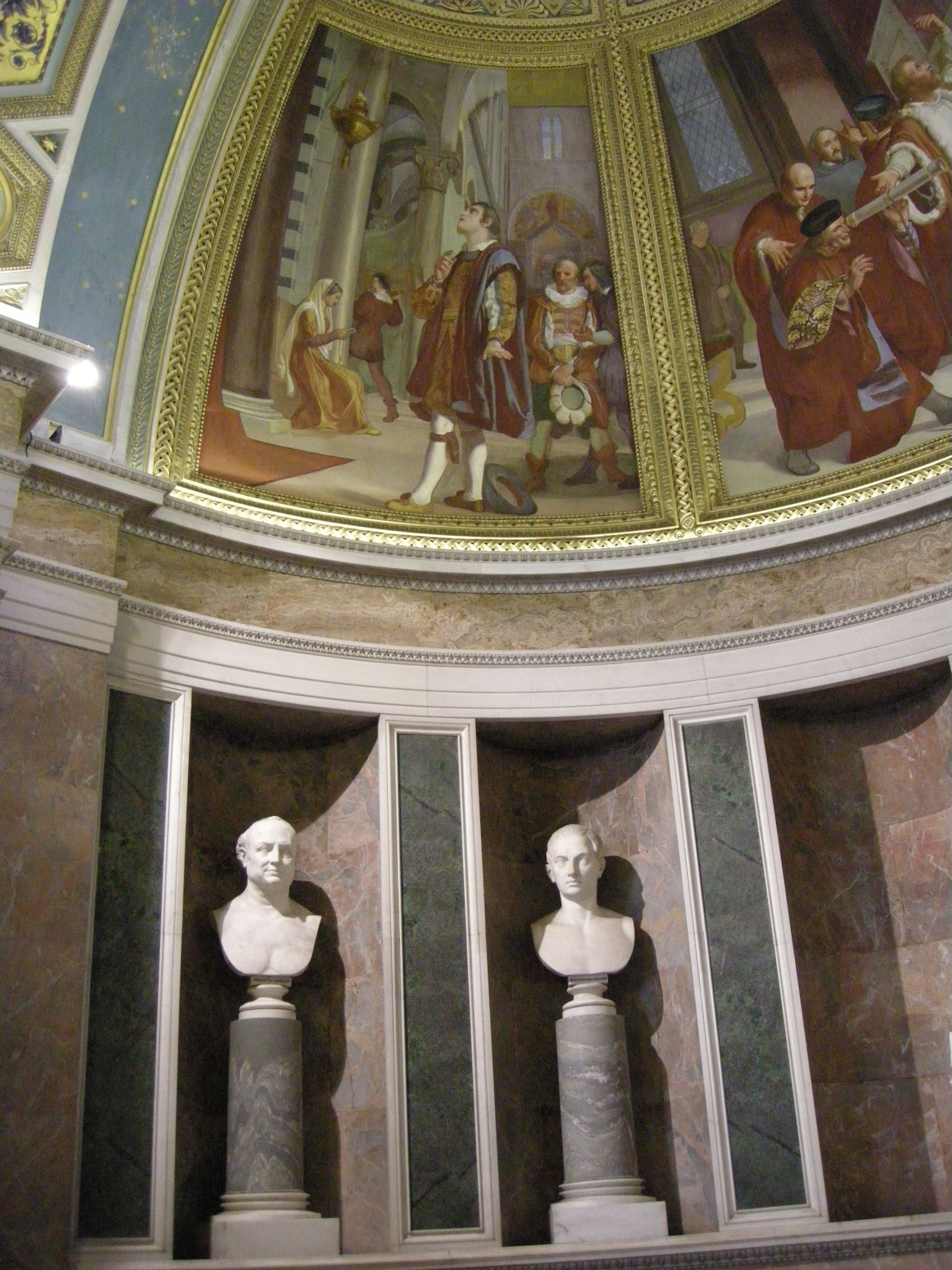
Bustos de alunos de Galileu na abside
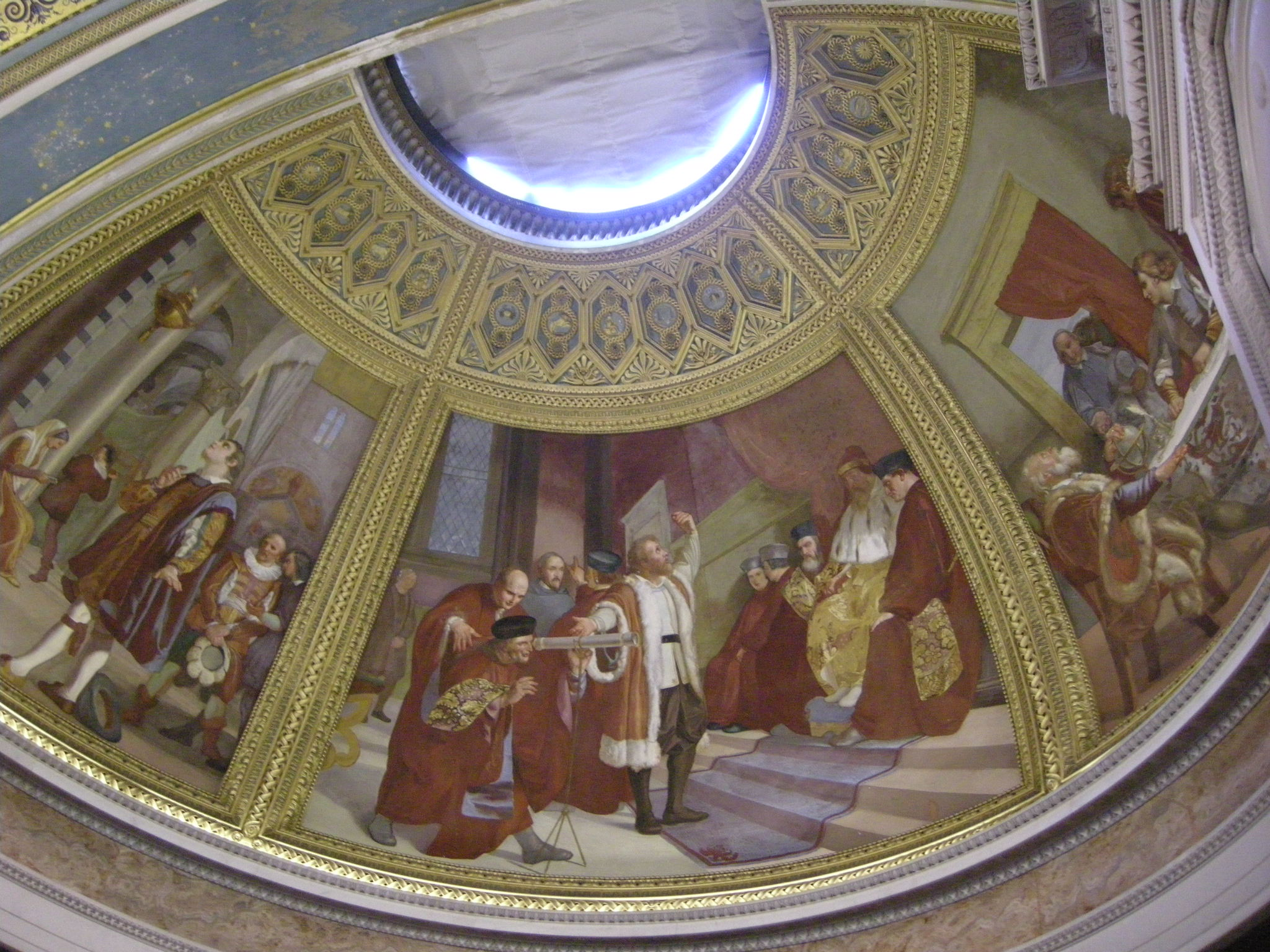
Afresco na cúpula da abside: "Galileu que apresenta o telescópio ao Senado de Veneza"
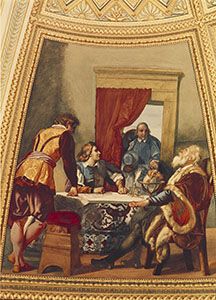
"Galileu, agora cego e idoso, que conversa com os discípulos"
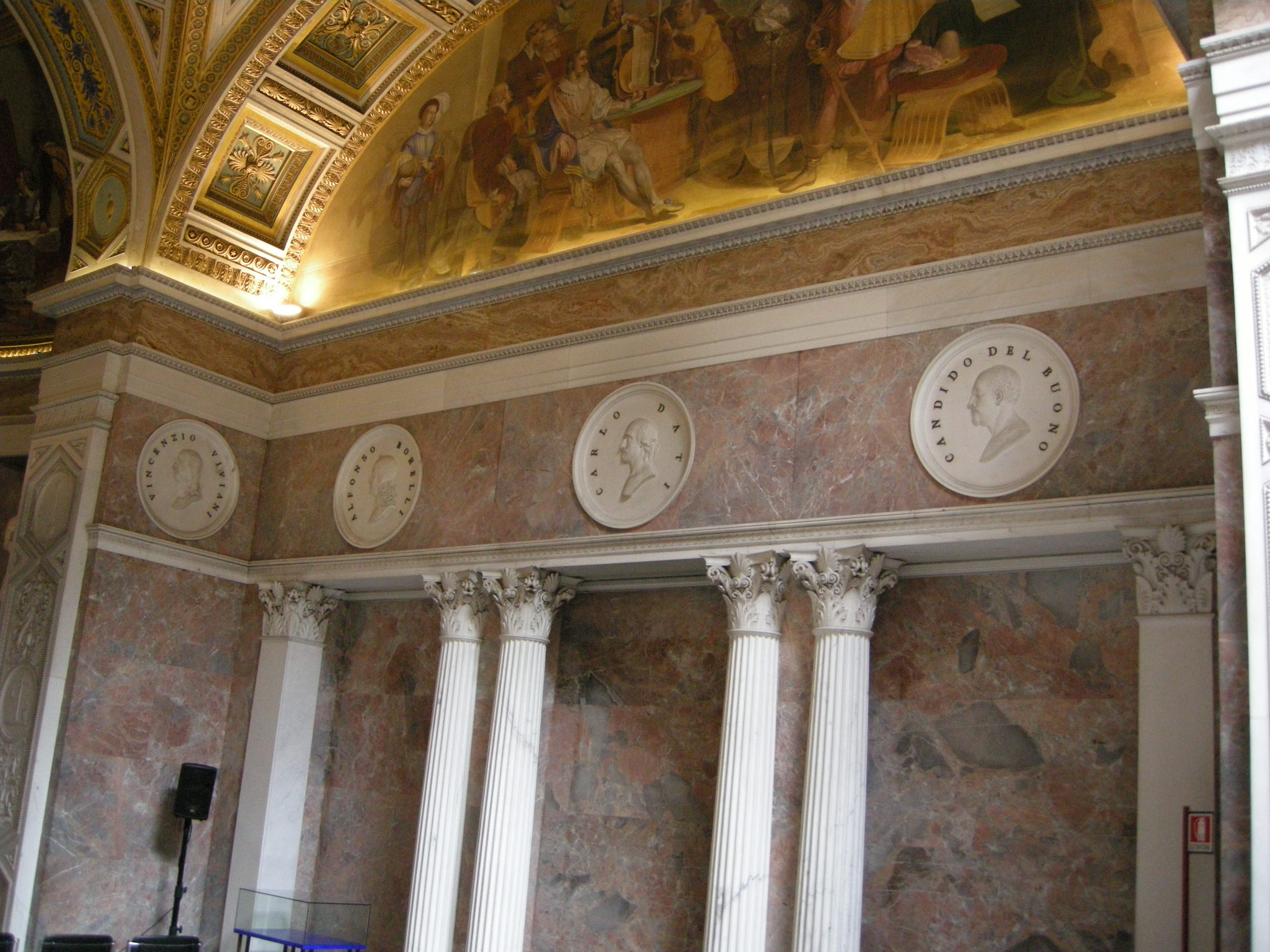
Medalhões com esfíngies de cientistas

## Museu

### Colecção zoológica

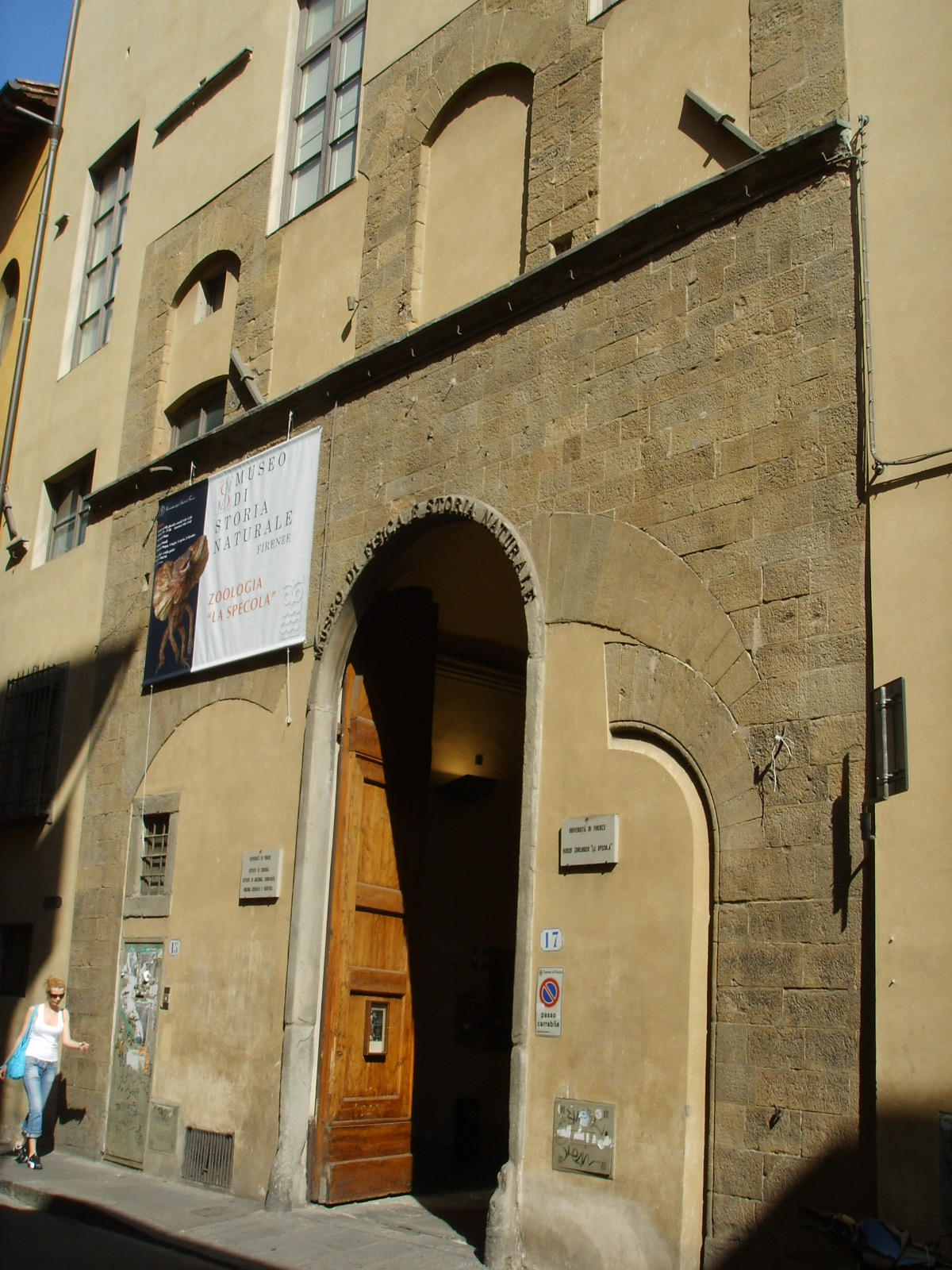
Entrada do Palazzo Torrigiani, de acesso ao museu, pela Via Romana.

As colecções zoológicas do museu cobrem um pouco de todas as espécies do reino animal.
Invertebrados
- Sala II - Poriferas e Cnidários (esponjas, corais, medusas). É particularmente interessante o chamado Cestello di Venere ("Cesto de Vénus"), uma esponja muito procurada (Euplectella aspergillum), considerada nas Filipinas e no Japão como símbolo da fidelidade conjugal.
- Sala III - Moluscos. Também estão aqui expostos alguns objectos de madrepérola e outros tipos de conchas provenientes das colecções mediceias.
- Sala IV - Artrópodes (insectos). Belas são as vitinas das Lepidopteras (borboletas), tanto italianas como tropicais, e dos besouros, entre os quais um Coleoptero Titano proveniente da Amazónia (cerca de 18 cm).
- Sala V - Artrópodes (em particular aracnídeos) e crustáceos. Notáveis alguns crustáceos gigantes do México e algumas espécies raras ou em via de extinção.
- Sala VI - Vermees, terrestres, marinhos e parasitários.
- Sala VII - Equinoderme (ouriços e estrelas do mar).

Répteis
- Sala VIII - Tartarugas (alguns exemplares gigantes das Galápagos) e Crocodilos. Também está presente um crocodilo mumificado no Antigo Egipto, chegado a Florença na sequência da expedição de Ippolito Rosellini (1828-1829).
- Sala IX - Anfíbios e Escamados (lagartos e serpentes). Conserva-se o decalque duma salamandra gigante do Japão que viveu no museu entre 1875 e 1918.

Peixes
- Sala X - Peixes (bicos de peixe-serra, estorjão e peixe-rei, entre outros).
- Sala XI - Peixes (tubarões, fósseis vivos, etc).

Aves
- Salas XVI e XVII - Avifauna italiana (colecção praticamente completa, com numerosas raridades).
- Sala XVII - Ninhos.
- Sala XIX - Aves de todo o mundo, com uma vitrine de raças extintas do século XVIII ao século XX. Uma das maiores salas, com exemplares de avestruzes, papagaios e colibris, entre outros.
- Sala XX - Sala dos Paradisaea. Também esta sala, muito grande e recentemente reorganizada com novas vitrinas, contém os exemplares mais espectaculares da classe dos Passeriformes (aves-do-paraíso e jardineiros).

Mamíferos
Divididas sistematicamente, aqui se encontram muitas espécies conhecidas, com particular atenção por aquelas mais exóticas, herbívoros africanos (numerosas espécies de antílopes), um raro exemplar de rinoceronte branco, felinos de todo o mundo. Uma verdadeira curiosidade é o chamado Hipopótamo de Boboli embalsamado, um exótico presente da segunda metade do século XVIII ao grão-duque, que viveu durante alguns anos no Jardim de Boboli e que foi depois empalhado. Porém, sendo um exemplar único e nunca antes visto, foi arbitrariamente recomposto segundo a fantasia do artesão, que modelou erradamente as patas com uma espécie de pé canino.
- Na Sala do "Conde de Turim" estão expostos alguns dos muitos troféus de caça doados ao museu pela Família Real da Casa de Saboia (rinocerontes, antílopes, babuínos); também está exposto um dente de narval (cetáceo ártico).
- Vitrina Somália - Recentemente renovada, expõe um diorama com exemplares daquela zona.
- Marsupiais - cangurus, gambás e o tilacino, un marsupial da Tasmânia extinto por volta do ano de 1930.
- Primatas - Símios amazónicos, símios antropomorfos.

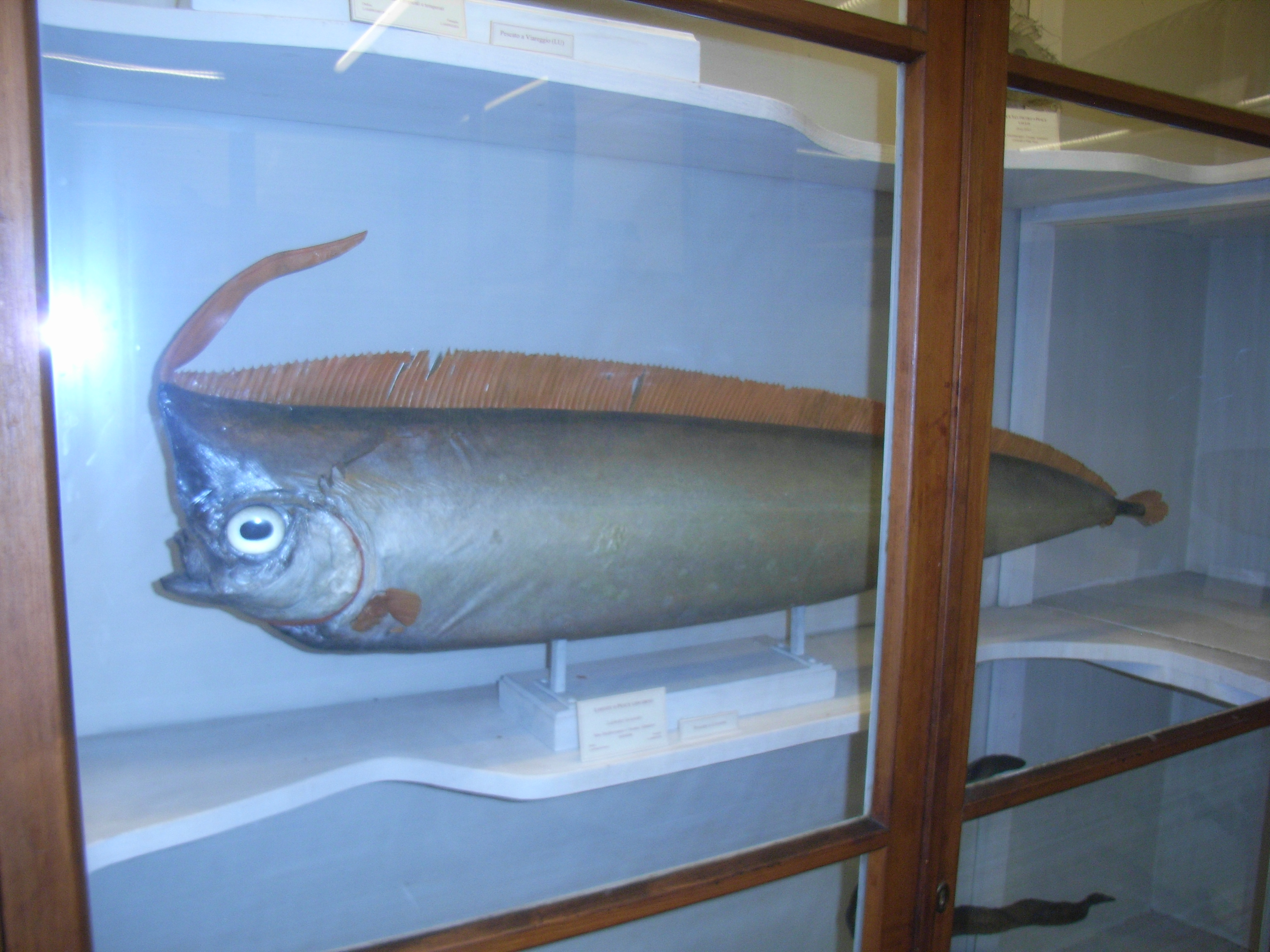
Galeria dos peixes
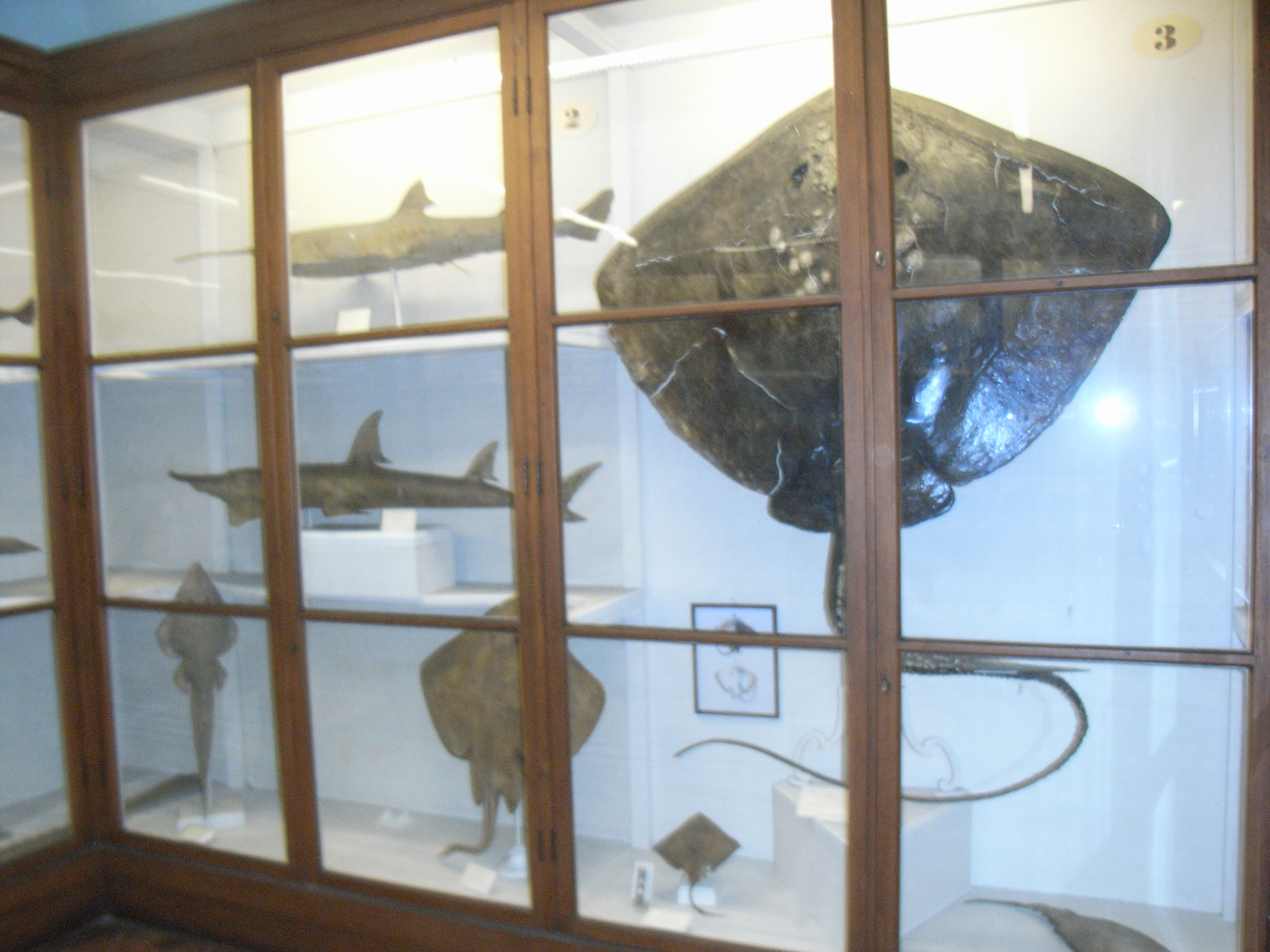
Galeria dos peixes
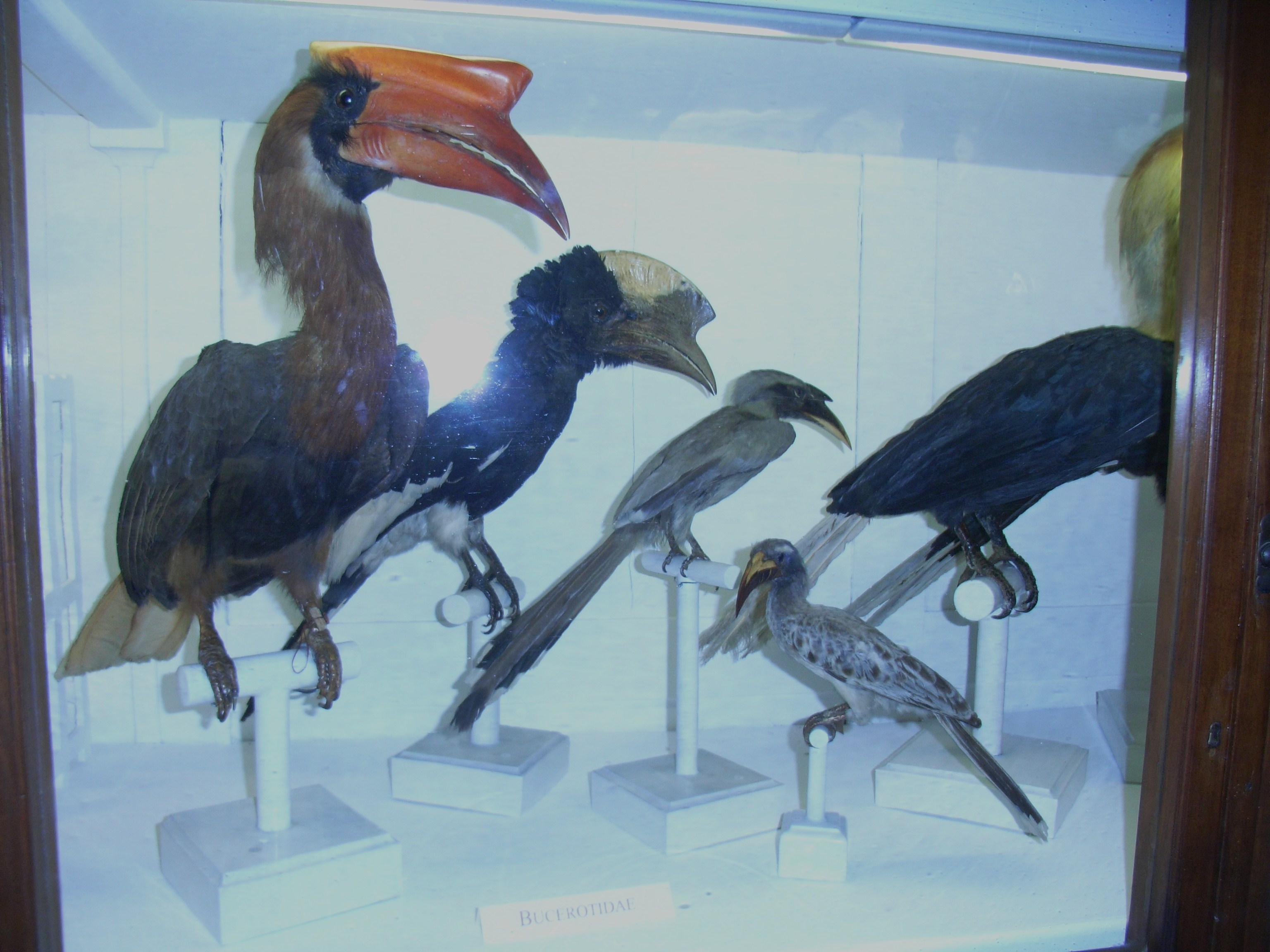
Galeria das aves
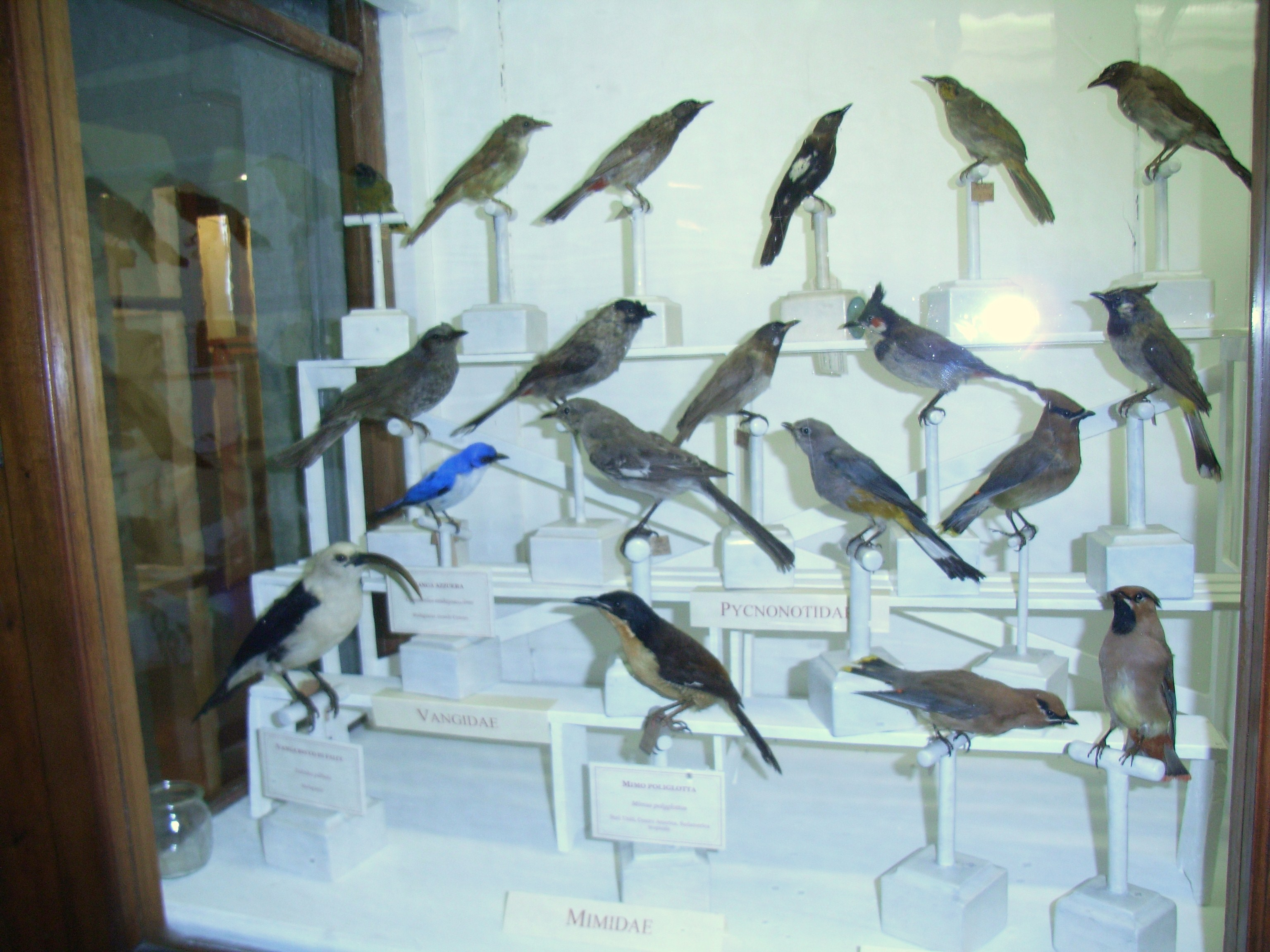
Galeria das aves
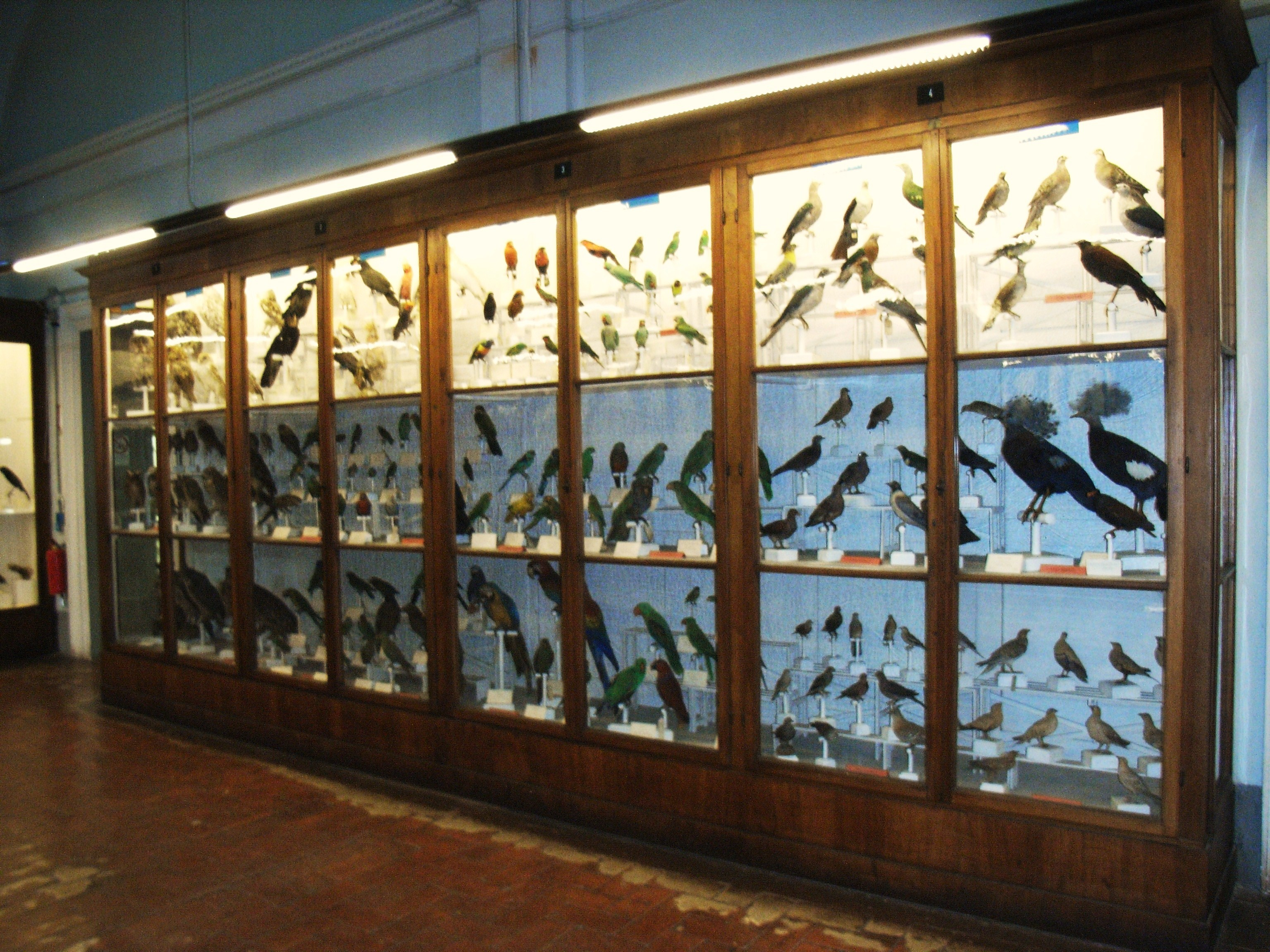
Galeria das aves
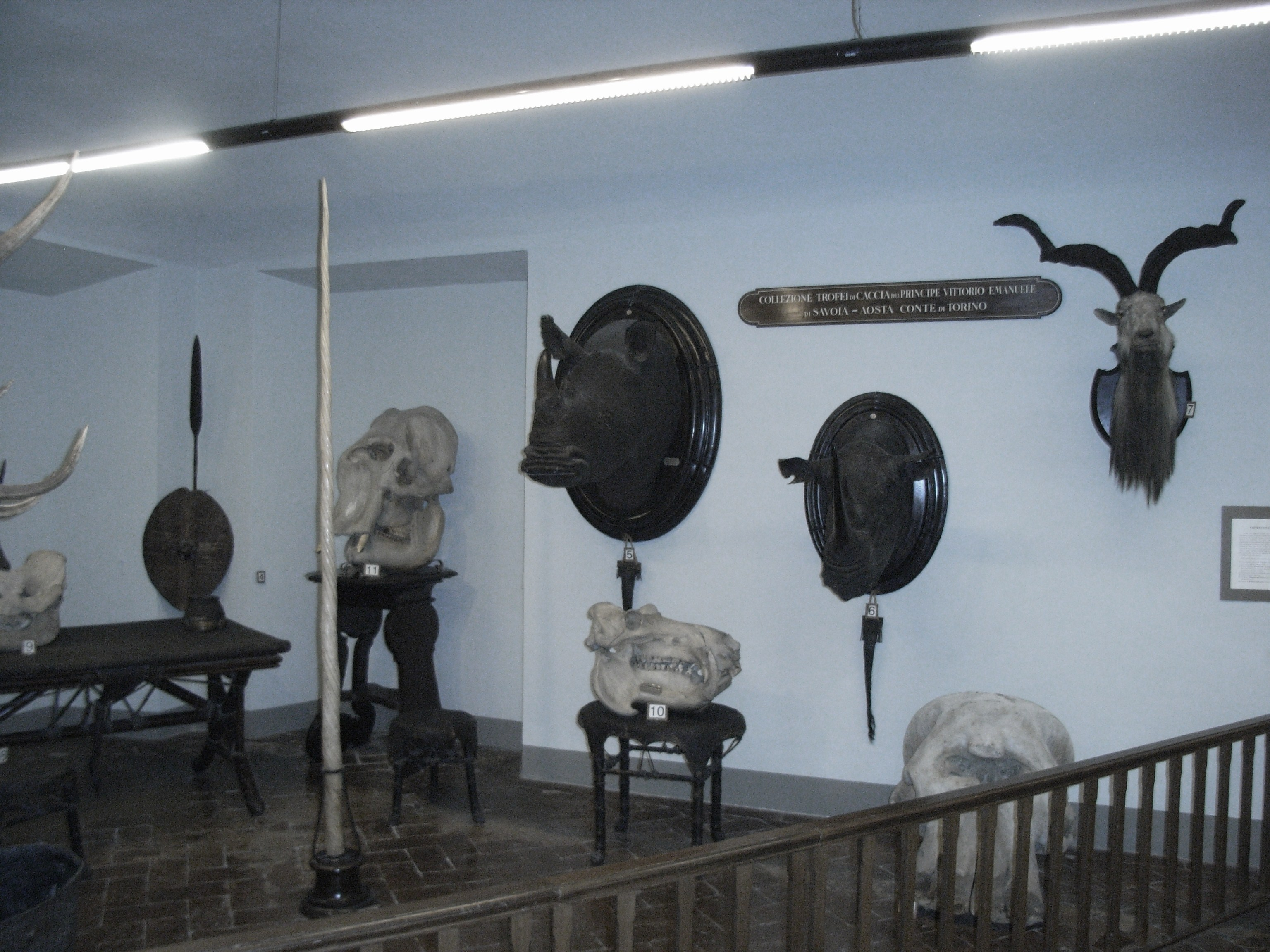
Troféus de caça expostos na Sala do "Conde de Turim"

### Colecção anatómica
Única no mundo pela antiguidade e vastidão (existe uma cópia em Viena, executada pelas mesmas mãos dos técnicos florentinos), a colecção anatómca foi constituída por vontade do Grão-duque Pedro Leopoldo e do primeiro director do museu, Felice Fontana, com o objectivo de ensinar a anatomia tridimensionalmente sem necessidade de recorrer sempre a novos cadáveres. As estátuas e os modelos, todos em cera e incrivelmente reais, foram realizados entre 1771 e a segunda metade do século XIX e ascendem a cerca de 1400, dos quais aqueles em exposição são apenas uma parte (alguns estão, também, na Faculdade de Medicina de Careggi e no Museu de História da Ciência). Para a conservação, as ceras requerem uma  temperatura constante em torno dos dezoito graus.
Particularmente sugestivas são as figuras inteiras, entre as quais lo Spellato, um corpo deitado, com os músculos e os vasos sanguíneos visíveis, até aos capilares realizados fazendo deslizar a cera com fios de seda. Como modelos foram usados cadáveres do Arciospedale di Santa Maria Nuova (Arqui-hospital de Santa Maria Nova), dos quais se fizeram os modelos em argila para fazer os moldes em gesso nos quais era depois colocada a mistura de ceras, reninas e corantes. De grande interesse científico são os modelos de anatomia patológica, que expõem as condições de saúde em finais do século XVIII.
Gaetano Giulio Zumbo foi um ceroplasta siciliano cujas obras, encomendada pelo Grão-duque Cosme III de Médici entre 1691 e 1694, confluíram neste museu pela afinidade de materiais, embora muito mais antigas e com motivo não exclusivamente anatómico. São pequenas representações grotescas de gosto macabro e horrível típico do século XVI, que retratam os efeitos da peste, com particular atenção ao horror e à decomposição dos corpos. Provêm do Museu de História da Ciência, onde foram gravemente danificados na sequência da inundação de Florença, mas felizmente puderam ser quase todos reparados com paciente e habilíssimo restauro.

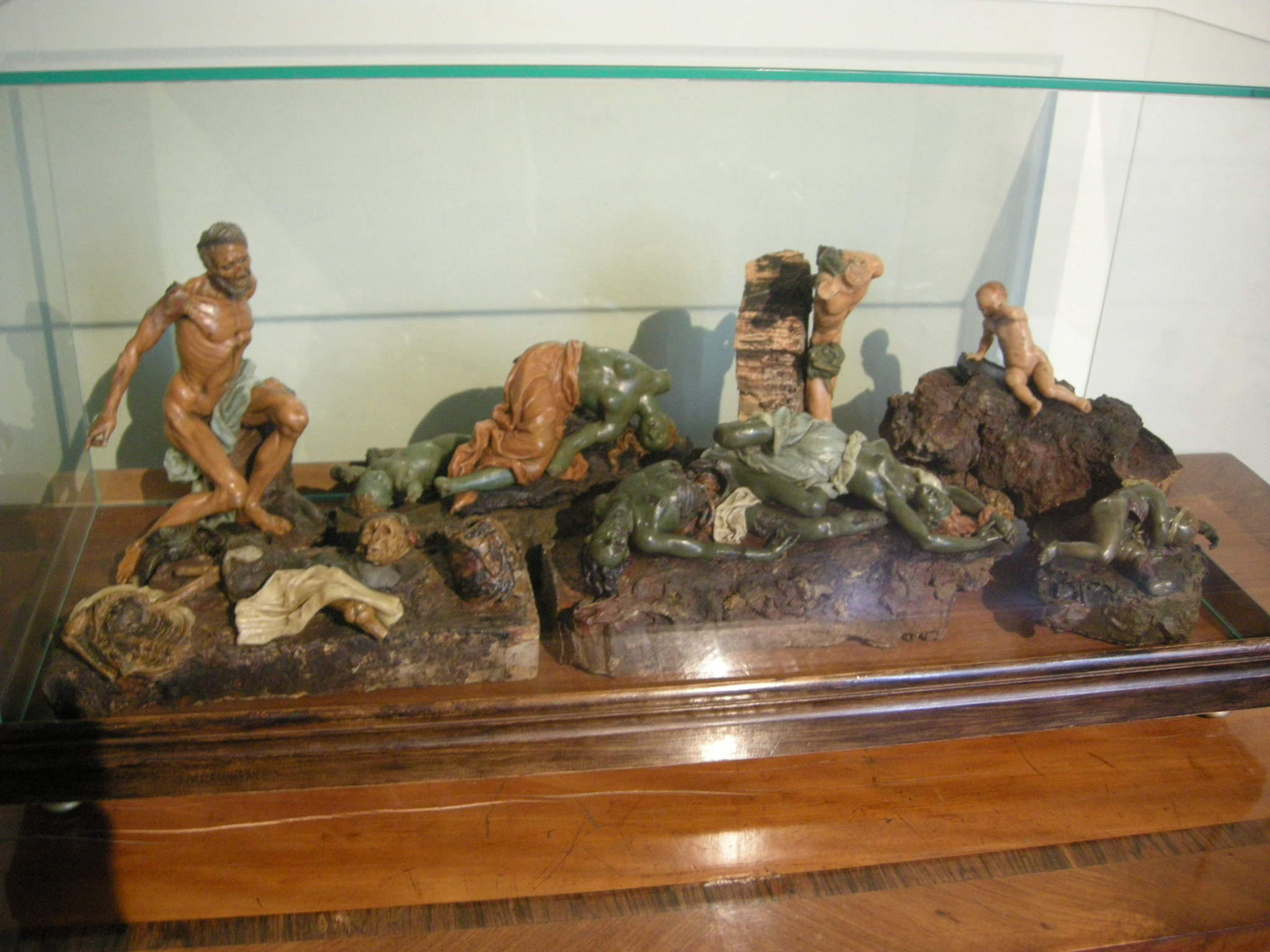
Cera da peste por Gaetano Giulio Zumbo
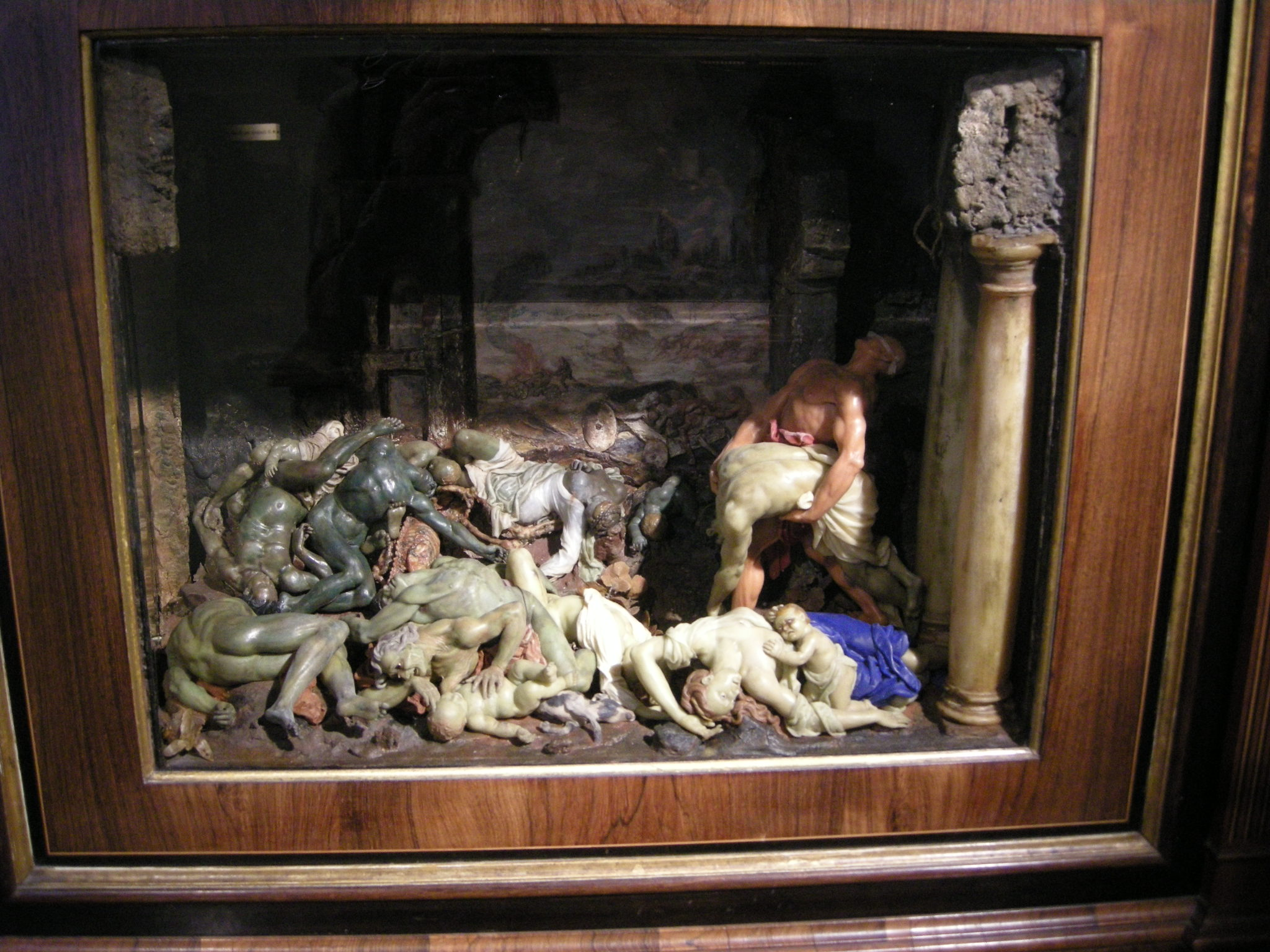
Cera da peste por Gaetano Giulio Zumbo

## Salão dos esqueletos
O "Salão dos esqueletos" encontra-se no piso térreo e só é aberto em horários especiais. Conserva os esqueletos de numerosíssimas espécies animais, entre as quais se destacam as reconstruções de elefantes e a duma baleias-jubarte, a maior num museu italiano. Também se conservam ali pés do esqueleto dum cachalote, encalhado no século XIX na costa de Livorno. Nas vitrines estão conservados esqueletos completos de numerosas espécies de aves, peixes, répteis e mamíferos, entre os quais diversos símios e três esqueletos humanos, de homem, de mulher e de criança.

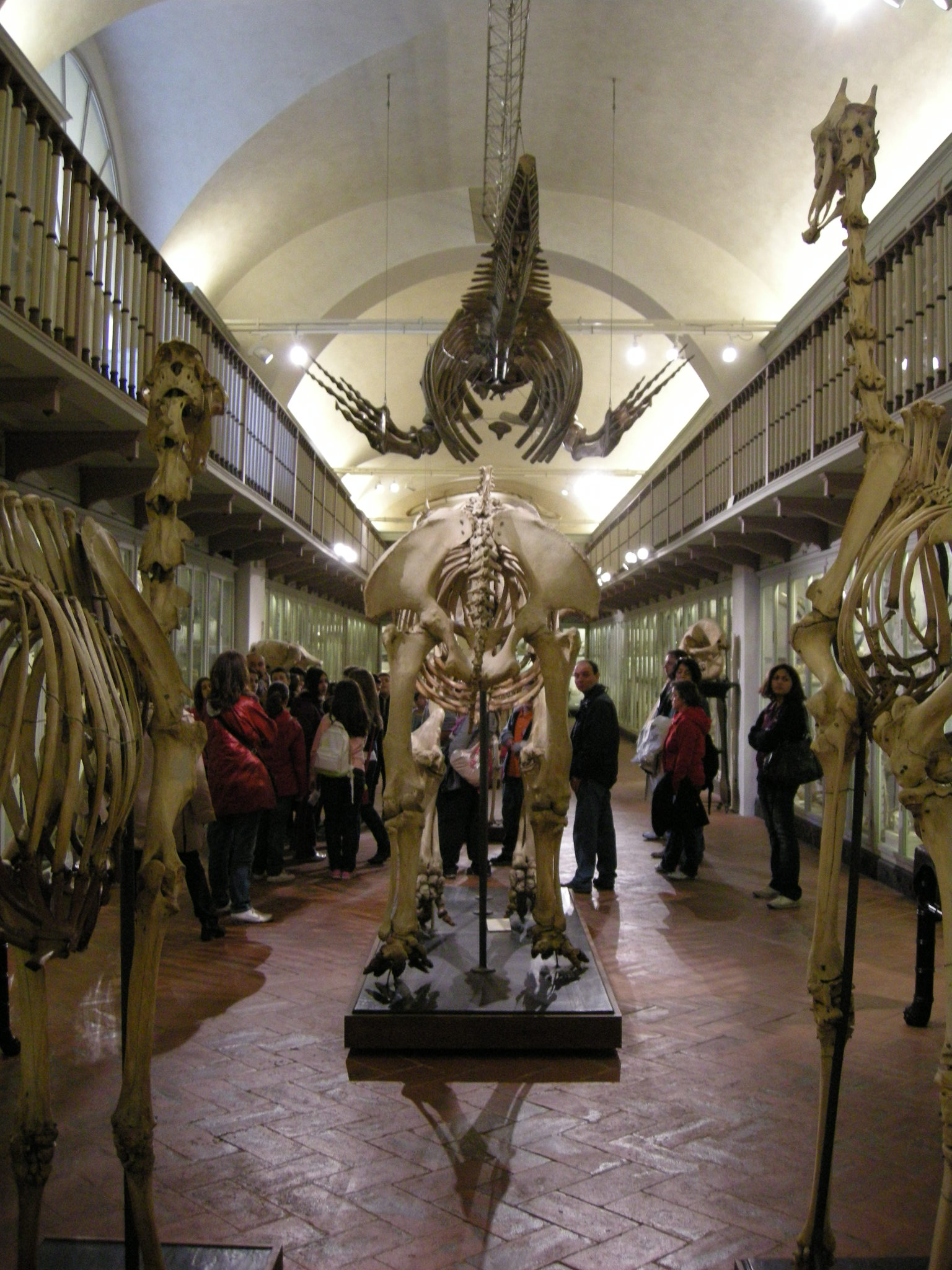
Salão dos esqueletos
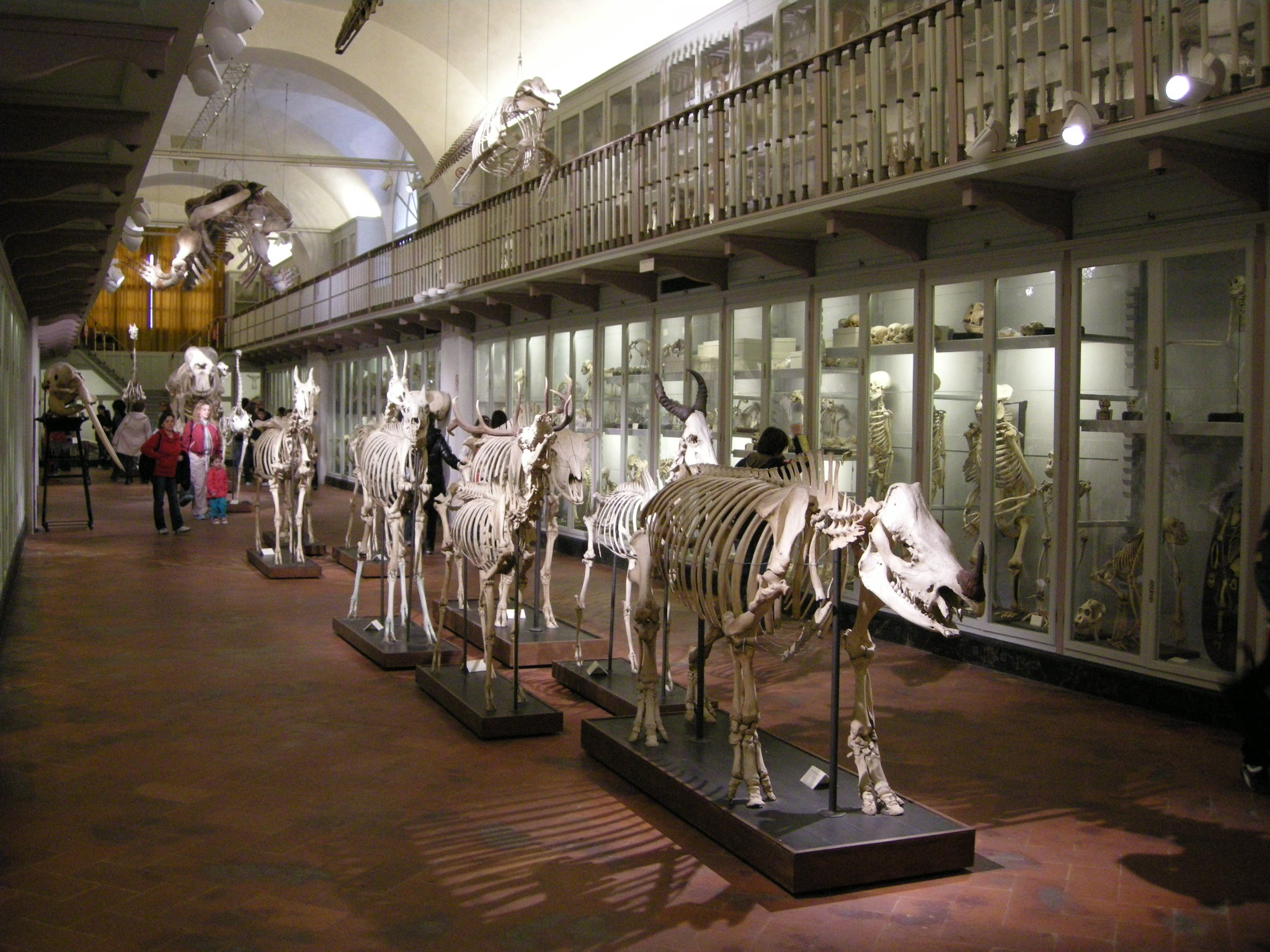
Salão dos esqueletos
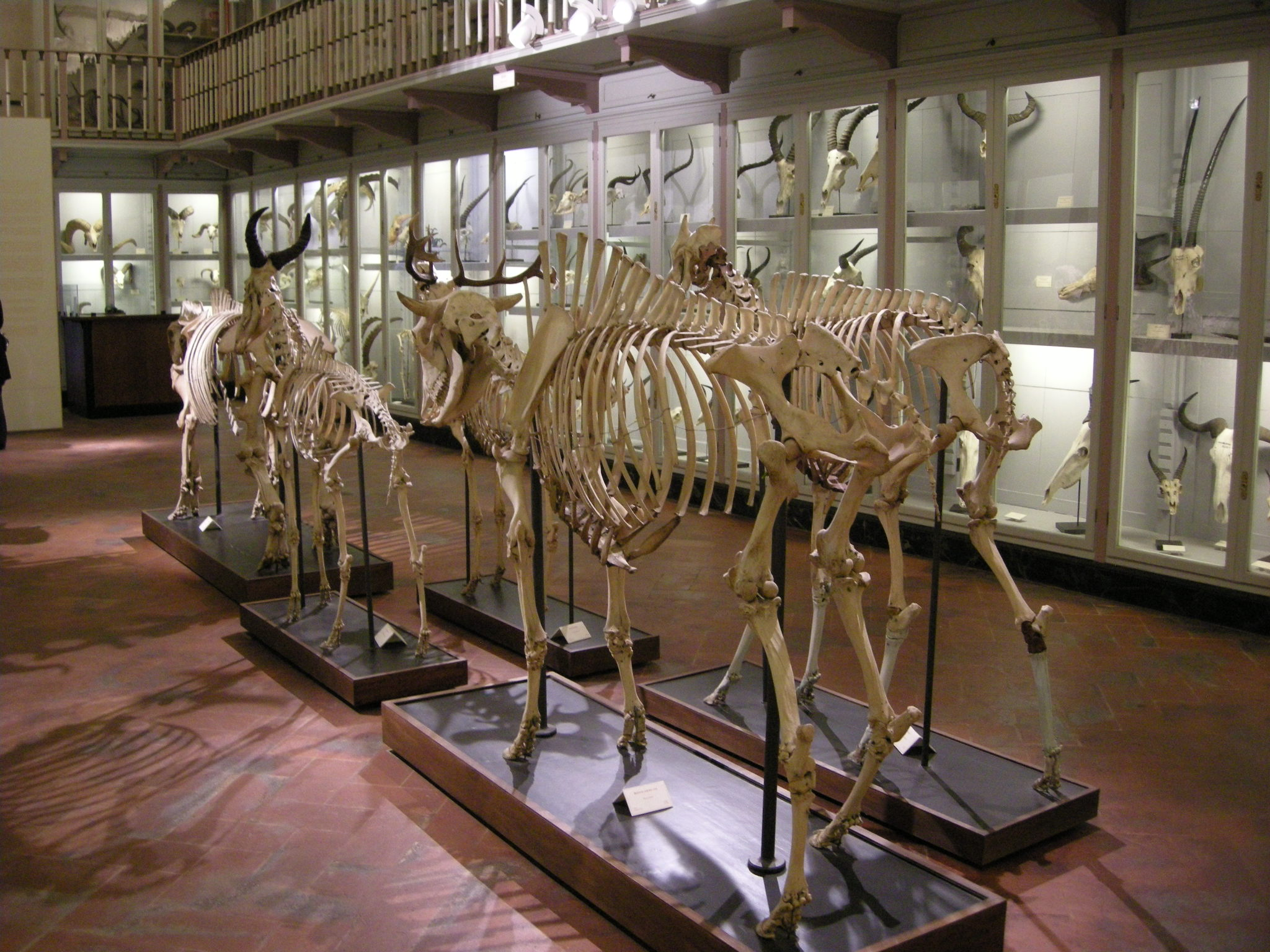
Salão dos esqueletos
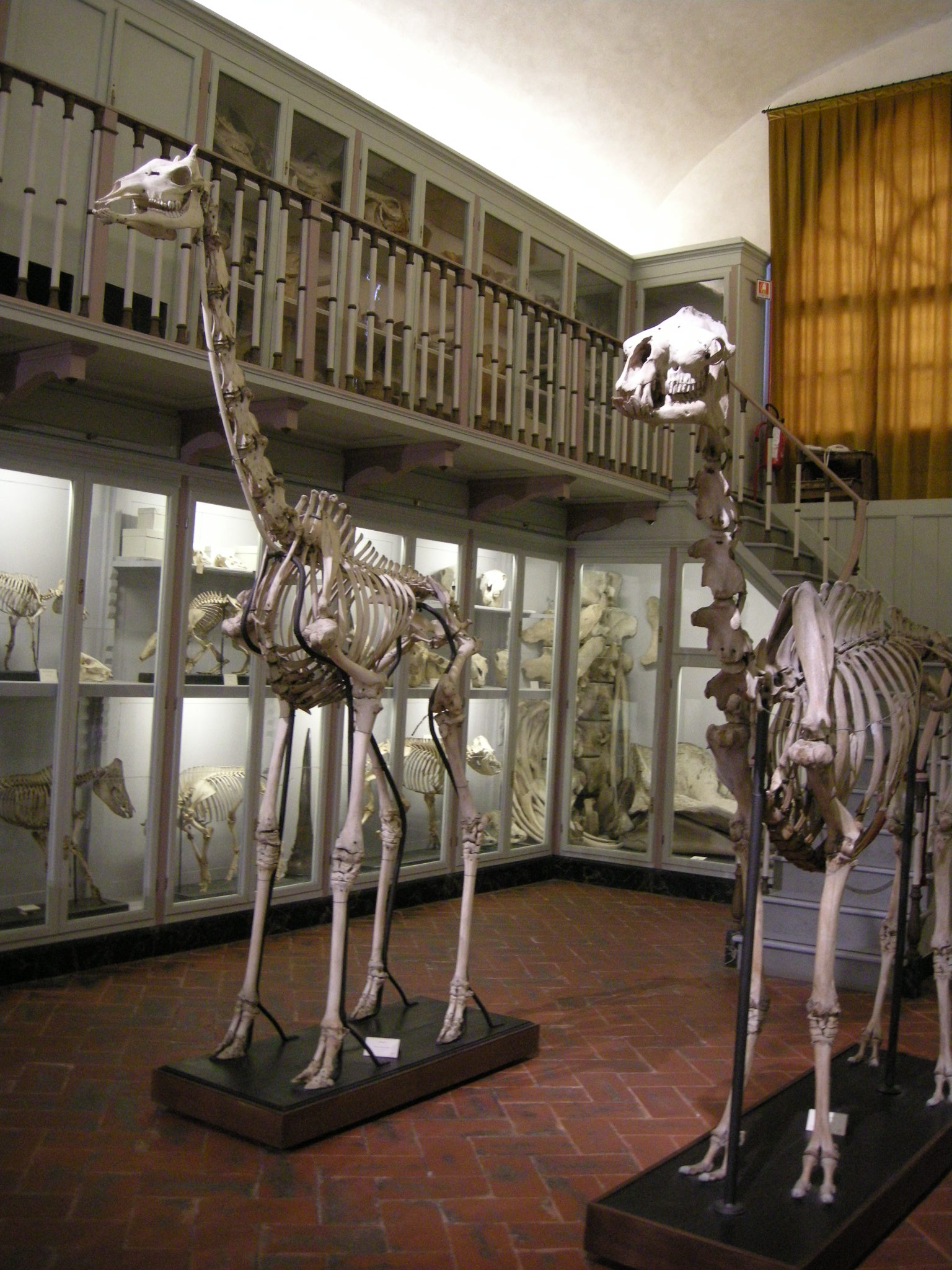
Esqueleto de girafa
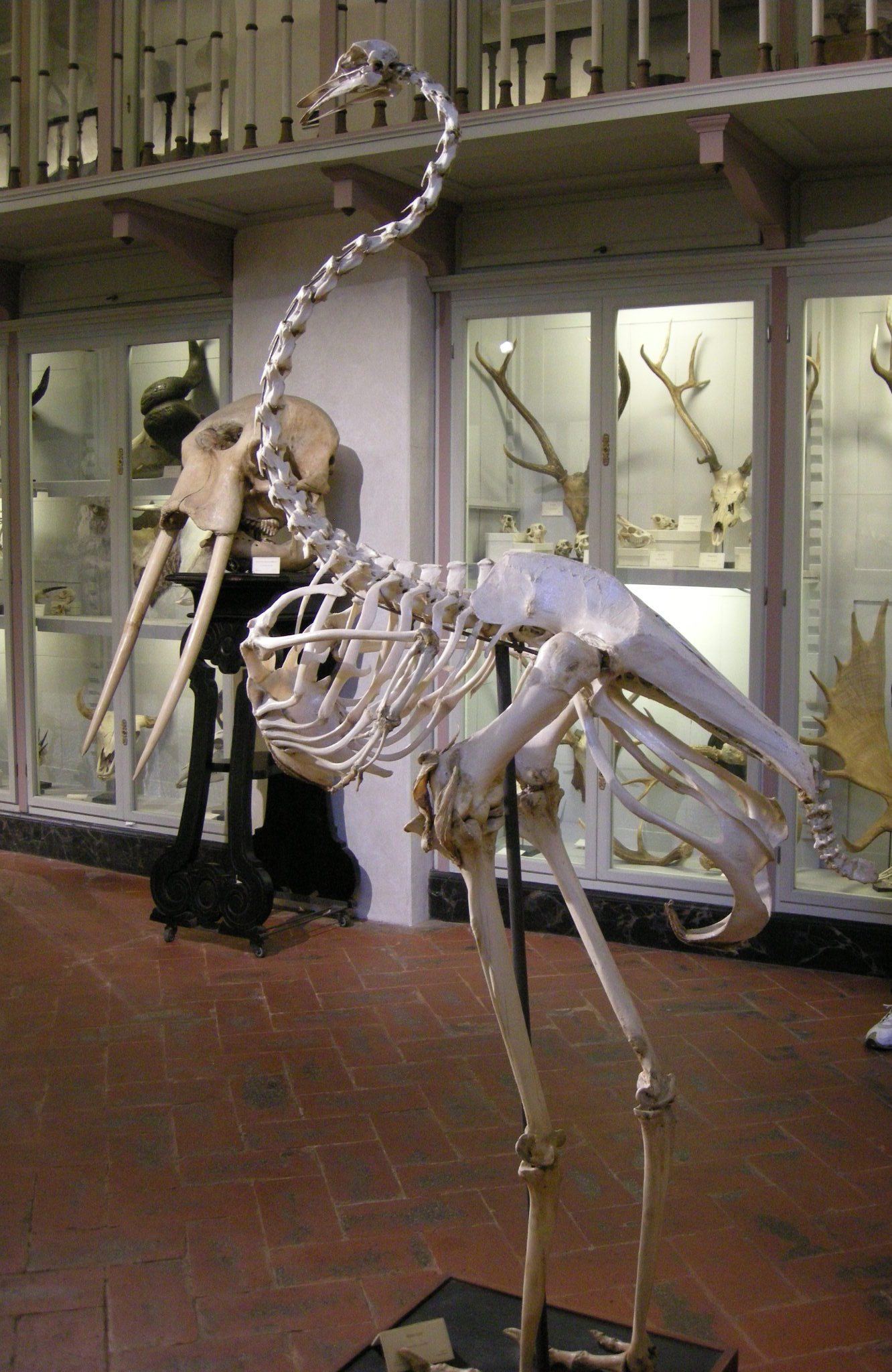
Esqueleto de avestruz
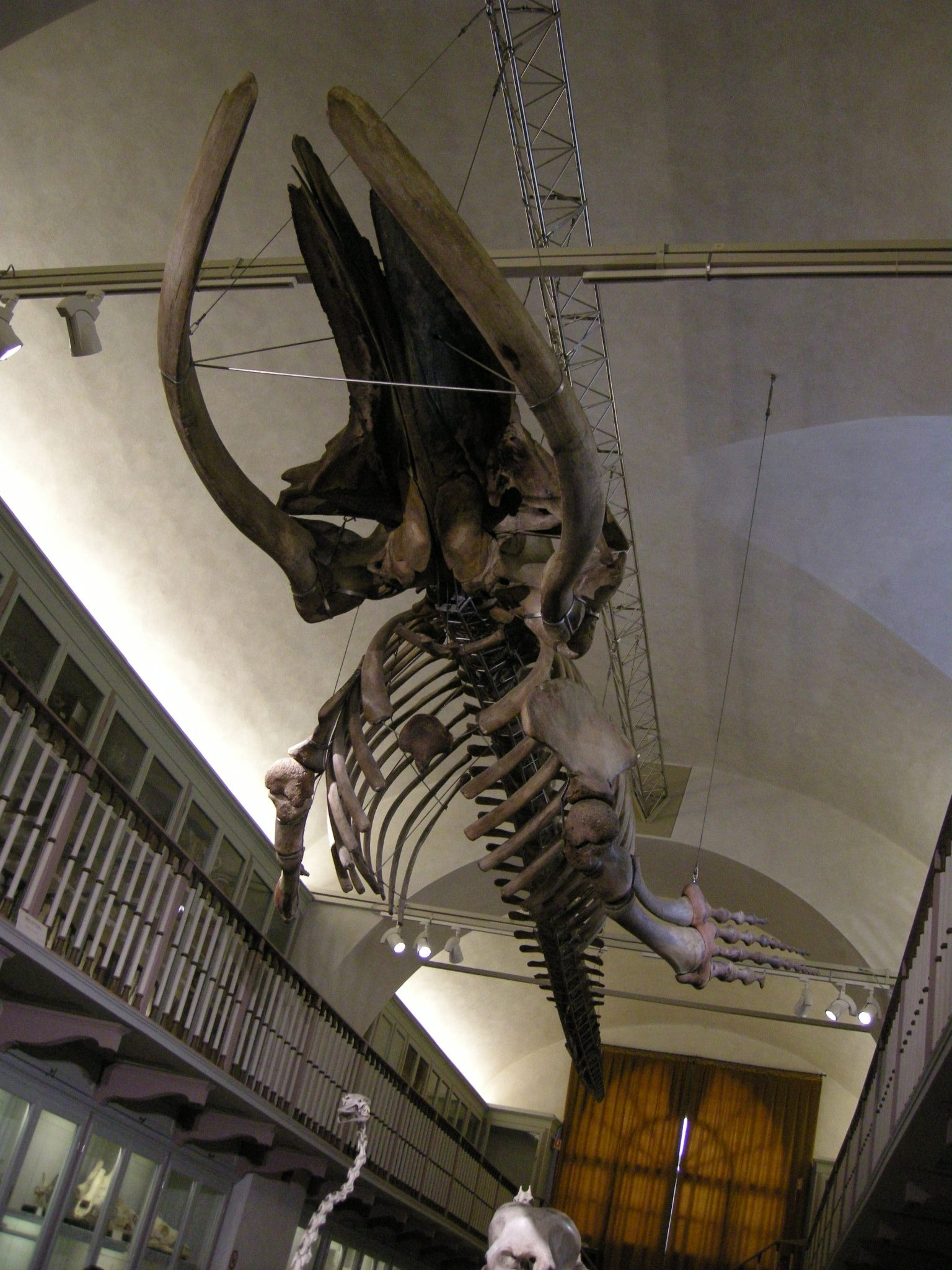
Esquelero de baleia-jubarte